# Transition démocratique en Tunisie
La transition démocratique en Tunisie est une période de l'histoire de la Tunisie contemporaine qui se déroule après la révolution consécutive à la fuite du président Zine el-Abidine Ben Ali, le 14 janvier 2011. Elle débute le 15 janvier 2011, date de l'investiture du président par intérim Fouad Mebazaa.
Cette période d'instabilité voit l'élection d'une seconde assemblée constituante après celle de 1956 ainsi que l'adoption en 2014, sous la présidence provisoire de Moncef Marzouki, d'une nouvelle Constitution en remplacement de la Constitution de 1959. Elle est marquée par les assassinats de Lotfi Nagdh, Chokri Belaïd et Mohamed Brahmi, la montée du terrorisme et finalement par les premières élections législatives et présidentielle démocratiques du pays. Les premières élections municipales depuis la révolution ont eu lieu en mai 2018.

## Contexte

### Révolution
À la suite de l'immolation par le feu de Mohamed Bouazizi, jeune marchand de rue à Sidi Bouzid protestant ainsi contre la saisie de sa marchandise par les autorités, le 17 décembre 2010, le régime est fortement contesté. Des dizaines de commerçants rejoints par des jeunes et des proches de Bouazizi se réunissent pour protester. Durant le week-end, les rassemblements s'amplifient ; la police tente de les disperser mais la situation dégénère : plusieurs agents et manifestants sont blessés, des interpellations ont lieu,.
Le 24 décembre 2010, la révolte se propage dans le centre du pays, notamment à Menzel Bouzaiane, où un homme du nom de Mohamed Ammari est tué par balle dans la poitrine par la police. D'autres manifestants sont également blessés, y compris Chawki Belhoussine El Hadri, qui meurt le 30 décembre. La police affirme avoir tiré en état de légitime défense. Un quasi couvre-feu est ensuite imposé sur la ville par la police.
Le 28 décembre 2010, le président Zine el-Abidine Ben Ali se rend au chevet de Bouazizi. Le même jour, il critique dans un discours diffusé en direct sur la chaîne nationale Tunisie 7 les manifestants qui ne seraient qu'« une minorité d'extrémistes et d'agitateurs », annonce que des sanctions sévères seront prises et s'en prend aux chaînes de télévision étrangères qu'il accuse de diffuser des allégations mensongères et d'être responsables des troubles. Mais son discours n'a pas d'impact et d'autres villes de province s'embrasent, dont Gafsa, Sousse, Gabès et Kasserine.

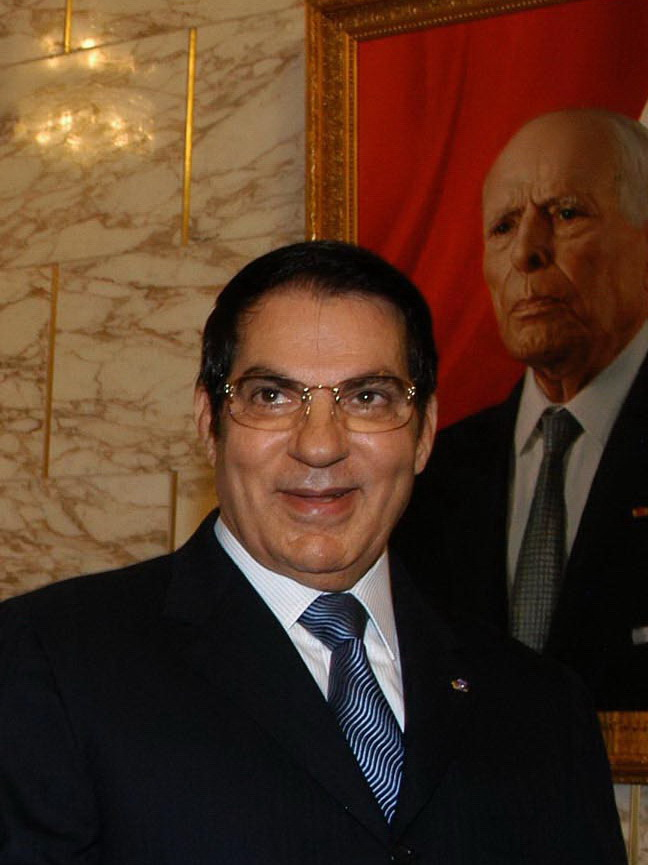
Portrait du président déchu Zine el-Abidine Ben Ali.

Le 3 janvier 2011, des manifestations contre le chômage et la hausse du coût de la vie dégénèrent à Thala : 250 personnes, pour la plupart des étudiants, défilent en soutien aux manifestants de Sidi Bouzid mais sont dispersées par la police. En réponse, elles auraient mis le feu à des pneus et attaqué le bureau du Rassemblement constitutionnel démocratique (RCD), le parti du président et celui au pouvoir.
Les manifestations continuent et le mouvement se renforce progressivement des différentes composantes de la société tunisienne. Le 6 janvier, ce sont les avocats qui se mettent en grève par milliers pour protester contre les violences policières. Le 8 janvier, un commerçant âgé de cinquante ans s'immole à son tour à Sidi Bouzid. Les affrontements entre manifestants et forces de l'ordre sont de plus en plus meurtriers : les 8 et 9 janvier, quatorze civils sont tués par balle à Thala, Kasserine et Regueb selon le gouvernement, vingt selon l'opposition, au moins 23 selon le journal Le Monde. Le 10 janvier, un jeune diplômé de Sidi Bouzid met fin à ses jours, portant à cinq le nombre de suicides depuis celui de Bouazizi. Les affrontements se poursuivent dans le triangle Thala-Kasserine-Regueb : des marches funèbres à la mémoire des morts des jours précédents dégénèrent en nouveaux affrontements avec la police ; un nouveau bilan établi par un responsable syndical fait état d'au moins cinquante morts et le personnel de l'hôpital de Kasserine proteste officiellement « contre le nombre élevé de victimes et la gravité des blessures ». À Tunis, les étudiants manifestent et la police anti-émeute assiège l'Université El Manar dans laquelle des centaines d'étudiants se sont retranchés.

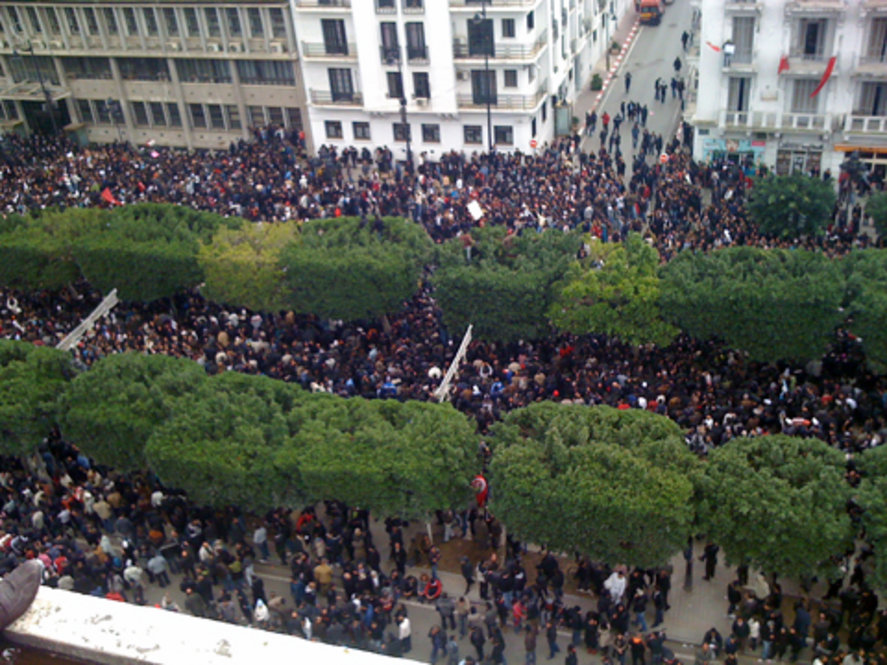
Foule des manifestants devant le ministère de l'Intérieur, le 14 janvier 2011.

À Ettadhamen, dans la banlieue de Tunis, de violents heurts éclatent entre les forces de l'ordre et les manifestants qui saccagent des magasins et incendient une banque. Zine el-Abidine Ben Ali dénonce, le 10 janvier, lors d'une intervention télévisée, des « actes terroristes » tout en promettant la création de 300 000 emplois supplémentaires d'ici 2012. Le 12 janvier, une grève générale est déclenchée à Sfax. Une manifestation ressemble environ 50 000 citoyens. Les slogans sont devenus clairement politiques : le local du RCD est attaqué et brûlé. Le Premier ministre Mohamed Ghannouchi annonce le limogeage du ministre de l'Intérieur Rafik Belhaj Kacem ainsi que la libération de toutes les personnes arrêtées depuis le début du conflit dans l'optique d'apaiser la révolte. L'après-midi, des affrontements se produisent à Bizerte et à Jebiniana où les forces de l'ordre se retirent. À Bizerte, on assiste à des scènes de saccage de certains commerces. Les habitants de la ville soupçonnent des miliciens d'être derrière les pillages et commencent à s'organiser en groupes d'auto-défense.
Les contestations ne cessant pas, le président Ben Ali annonce le 13 janvier la prise de mesures supplémentaires lors d'une nouvelle intervention télévisée, notamment la garantie de la liberté de la presse et de la liberté d'expression ainsi que son renoncement à se présenter à l'élection présidentielle en 2014,.
Le 14 janvier, alors que la contestation ne s'essouffle pas, il annonce qu'il limoge son gouvernement et promet l'organisation d'élections législatives dans les six mois. Plus tard dans la journée, il quitte le pays pour l'Arabie saoudite, sous la pression de l'armée tunisienne et de son entourage,,,. Le Premier ministre Mohamed Ghannouchi se proclame président par intérim en vertu de l'article 56 de la Constitution qui prévoit qu'« en cas d'empêchement provisoire, le président de la République peut déléguer par décret ses attributions au Premier ministre à l'exclusion du pouvoir de dissolution de la Chambre des députés ». L'état d'urgence est déclaré peu de temps après la dissolution du gouvernement.

## Intérim

### Échec du second gouvernement Ghannouchi

#### Transition complexe: un climat d'instabilité

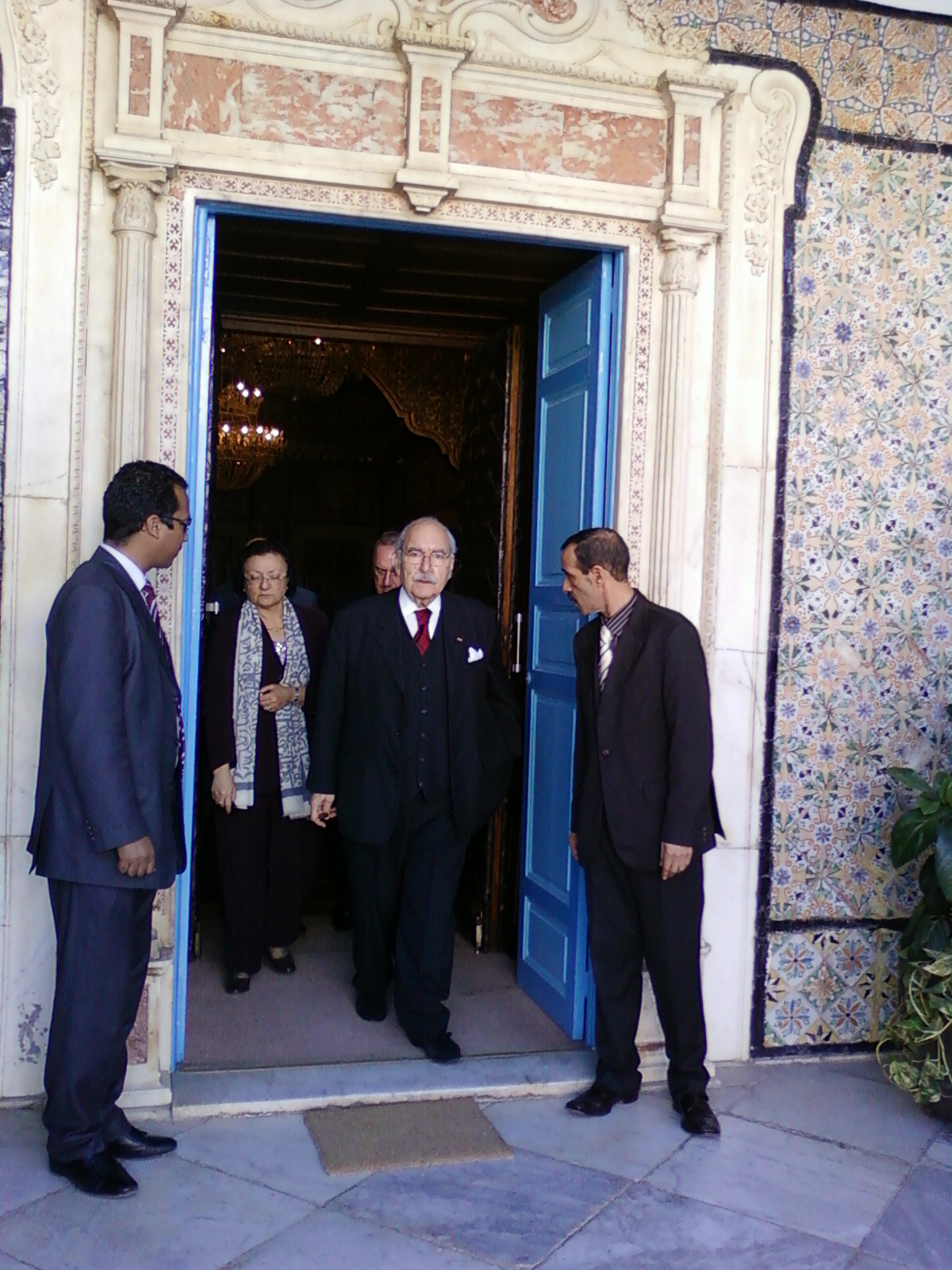
Fouad Mebazaa sortant de la Chambre des députés en direction du palais présidentiel de Carthage.

Le lendemain, du fait de « la vacance définitive au poste de président de la République », le Conseil constitutionnel, par la voix de son président, Fethi Abdennadher, désigne Fouad Mebazaa comme président de la République tunisienne par intérim, en vertu de l'article 57, qui prévoit qu'« en cas de vacance de la présidence de la République pour cause de décès, démission ou empêchement absolu le président de la Chambre des députés est immédiatement investi des fonctions de président de la République par intérim pour une période variant entre 45 jours au moins et 60 jours au plus ». Il confie le Premier ministère à Ghannouchi qui est chargé de constituer un gouvernement d'union nationale en attendant le déroulement des élections. À la suite de négociations avec certains partis d'opposition « légale », le pouvoir intérimaire annonce au soir du 16 janvier 2011 la constitution d'un gouvernement provisoire dont seraient exclues les figures importantes du régime Ben Ali.
Dans les villes, le chaos et la panique règne : les boulangeries et pharmacies sont fermées, le carburant en pénurie, les supermarchés dévalisés et pillés et l'insécurité s'intensifie, avec des bandes armées circulant en voitures. À la suite de cette situation, des groupes de voisins se mobilisent pour contrer les attaques des pilleurs et le gouvernement décrète un couvre-feu à 17 heures. L'absence de la police est remarquée, ce qui engendre une panique dans les quartiers de Tunis, notamment à Mutuelleville, El Ghazala et La Marsa, jusqu'au déploiement de l'armée. De son côté, le Premier ministre poursuit les consultations en vue de former son gouvernement, alors que des chaînes arabes très populaires en Tunisie comme Al Jazeera sont favorables à l'entrée des islamistes au nouveau cabinet, après leur exclusion durant des décennies. C'est le cas de Rached Ghannouchi, qui se dit étonné qu'on n'ait pas fait appel à son parti, sachant que le gouvernement est un gouvernement d'union nationale qui nécessite la présence de toutes les forces politiques du pays. Ces chaînes arabes font également une intense propagande à l'encontre des branches policières dirigées par Ali Seriati, les accusant de générer un climat d'insécurité dont l'objectif est de prouver que la Tunisie sans Ben Ali sombre dans les chaos.
Une polémique se développe sur l'identité de ces personnes : miliciens liés aux proches du président en fuite, évadés de centres de détention ou éléments de la police. De nombreux habitants à Tunis lancent des appels par le biais de la télévision, demandant l'intervention urgente de l'armée pour les protéger de bandes qui se livrent à des pillages et des destructions en dépit du couvre-feu. L'armée met à la disposition des citoyens un numéro d'appel pour lui signaler ces attaques. De son côté, Mohamed Ghannouchi annonce que des renforts de l'armée seraient déployés pour sécuriser les quartiers et protéger la population. Quant aux chaînes de télévision tunisiennes, notamment la chaîne nationale qui a renoncé à son nom de Tunisie 7 ainsi que Hannibal TV et Nessma, elles tentent tant bien que mal de rassurer les populations en diffusant des images d'arrestations de pilleurs, ce qui est une première en Tunisie. Aux dizaines de morts enregistrées à la prison de Monastir et à celle de Mahdia, il faut ajouter le déclenchement d'un incendie à la prison de Nadhour et un nombre important d’évasions.

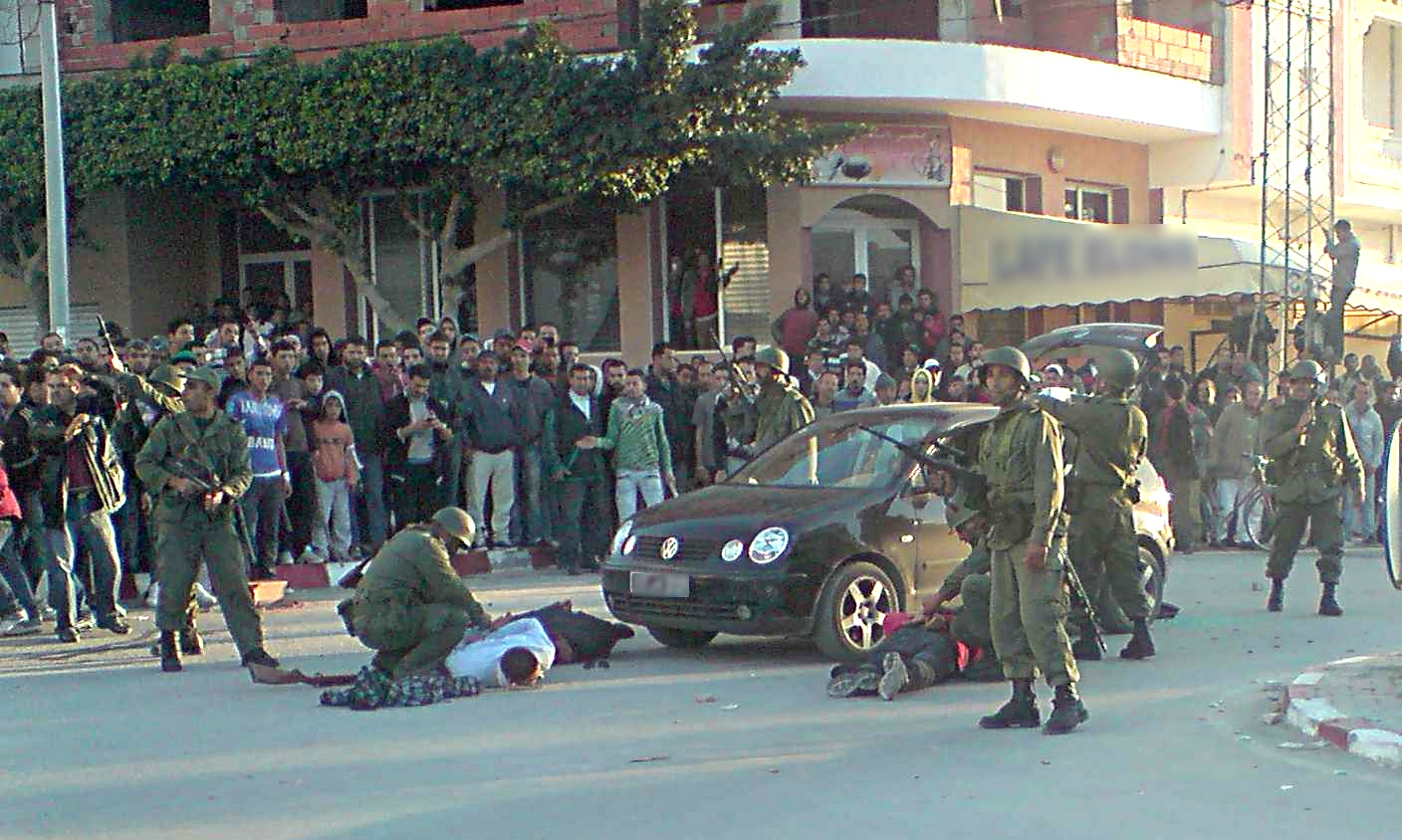
Interventions de militaires tunisiens le 15 janvier 2011.

Le lendemain, on assiste à une certaine stabilisation sécuritaire malgré les actes de pillage, les agressions par armes à feu et les arrestations de bandes armées (comprenant également des étrangers) en possession d’armes. Les populations subissent en sus le manque de ressources alimentaires, notamment le pain, mais également l'essence. Dans le même temps, des affrontements armés entre les membres de l’ancienne garde présidentielle et les forces de la sûreté nationale s'intensifient près du palais présidentiel de Carthage, jusque tard dans la soirée, et des échanges de tirs ont lieu à La Manouba et Akouda. En province, des violences sont signalées dans des villes du Nord comme Bizerte, du Centre comme Kairouan et du Sud comme Gafsa, dont les habitants décrivent un état d'insécurité, une population terrorisée et des saccages perpétrés par des individus camouflés en l'absence des forces de sécurité. Ces individus cagoulés se déplacent en bandes, certains armés de gourdins et de sabres, dans l'intention manifeste de semer la terreur. Des habitants commencent à se mobiliser pour se défendre,.
Le même jour, quatre individus armés sont arrêtés à bord d’un taxi devant les locaux du Parti démocrate progressiste (PDP) : deux de ces individus s'avèrent être, par la suite, de nationalité étrangère. Il y a également trois autres taxis suspects, au centre de Tunis, qui comptent huit passagers à leur bord. Les forces de l'ordre ayant procédé à leur fouille découvrent des armes en leur possession, ce qui mène à leur arrestation. Dans le même temps, à la cité Ennasr, l’épouse et le père d'Imed Trabelsi, neveu de Leïla Ben Ali, sont arrêtés. L'ancien chef de la sécurité du président déchu, Ali Seriati, est également arrêté à Ben Gardane alors qu'il tente de s'enfuir en Libye, à la demande de la justice qui l'accuse des récentes exactions commises contre la population. De même, un neveu de Ben Ali, Kaïs Ben Ali, qui a la réputation d'être un potentat local à M'saken, est interpellé par l'armée dans la nuit, avec dix autres personnes qui « tiraient en tous sens » à bord de véhicules de police. Après la chute du président, de nombreuses exactions nocturnes sont commises par des miliciens armés dans tout le pays, et sont généralement imputées à des proches de l'ancien régime.
De son côté, le gouvernement allège les mesures de l'état d'urgence, dont l'horaire est réduit de 18 heures à 5 heures du matin, tout en maintenant les autres mesures prises. Sur le plan politique, le Premier ministre Ghannouchi déclare, lors d'une intervention téléphonique sur la chaîne nationale, qu'un consensus a été trouvé quant à la formation du gouvernement, tout en rassurant les citoyens et en insistant sur l'arrestation de plusieurs délinquants. Dans la foulée, l'Union générale tunisienne du travail (UGTT) recommande la reprise du travail pour assurer une stabilité économique alors que la Transtu annonce la reprise du trafic des transports publics dans la capitale.

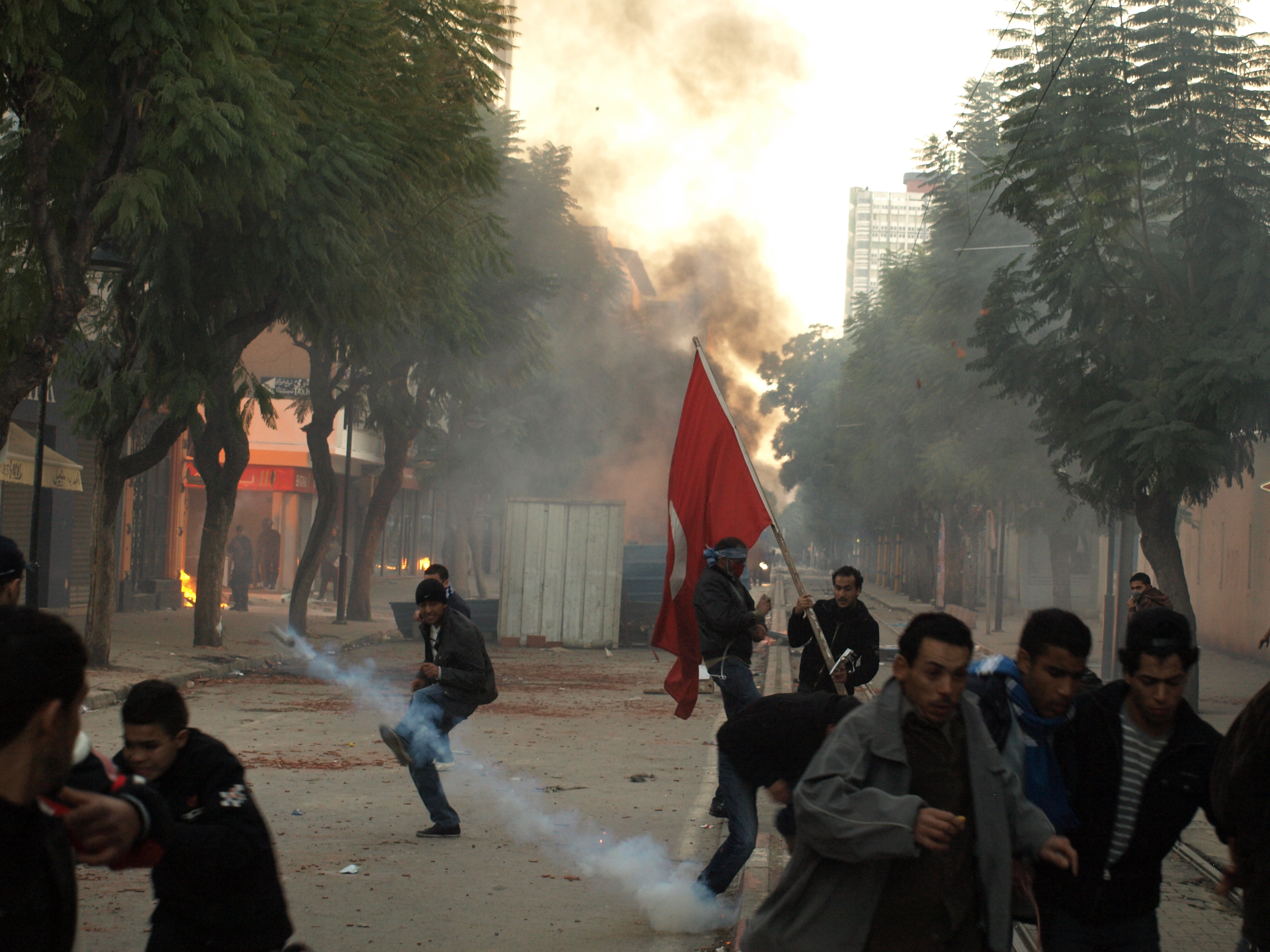
Manifestations enflammées réprimées : on y voit les forces de l'ordre utiliser des grenades lacrymogènes pour disperser les manifestants.

Alors que les négociations pour la formation du gouvernement d'union nationale continuent, des manifestations éclatent dans le pays pour réclamer la dissolution du RCD et dénoncer la participation de ses membres dans le nouveau cabinet. Les manifestants s'opposent également à ce que Ghannouchi se charge de la présidence du gouvernement. Répondant à ces événements, les forces de l'ordre réussissent à disperser le rassemblement par l'utilisation de canons à eau et de grenades lacrymogènes, la justifiant par l'entrée en vigueur du couvre-feu et l'interdiction des manifestations, tout en faisant preuve de retenue et en évitant la violence. D'autres rassemblements, notamment à Sidi Bouzid et à Regueb, ont également lieu pour exprimer indignation et hostilité à l'égard du RCD.
Selon Maya Jribi, secrétaire générale du PDP, un nouveau gouvernement écartant les partis pro-gouvernementaux serait mis en place le 17 janvier et composé de représentants du mouvement Ettajdid, d'Ettakatol et du PDP, rejoints par des personnalités indépendantes, mais il intégrerait également d'anciens membres du gouvernement sortant, au profil de technocrates et qualifiés d'« intègres ». Le nouveau gouvernement sera chargé principalement de l'organisation d'élections présidentielle et législatives « libres et transparentes » dans un délai de deux mois, avec le soutien proposé des États-Unis et de l'Union européenne. Moncef Marzouki, fondateur du Congrès pour la République et opposant interdit sous Ben Ali, déclare le même jour son ambition d'être candidat lors de la présidentielle.
Dans ce contexte, le gouvernement doit assurer la sécurité des citoyens en mettant un terme aux activités des milices fidèles à Ben Ali et qui tentent de semer la zizanie. Le 17 janvier, plusieurs commerces sont rouverts à la demande de l'UGTT. Par ailleurs, des rumeurs évoquent le fait que la famille de l'ancien président Ben Ali se serait enfuie en décembre avec 1,5 tonne d'or — pour un montant de 45 millions d'euros — après que Leïla Ben Ali se serait rendue à la Banque de Tunisie pour chercher des lingots. Elle aurait ensuite pris un avion pour Dubaï aux Émirats arabes unis, avant de repartir pour Djeddah en Arabie saoudite. L'or se trouverait alors en Suisse. De son côté, Habib Maalej, directeur général de la caisse générale, des comptoirs et des systèmes de paiement à la Banque centrale de Tunisie, dément l'information et déclare que la réserve en or de la banque centrale n'a pas changé d'un seul gramme depuis la fin de l'année 2009 (5,3 tonnes) et que 1,5 tonne (total de 6,8 tonnes) existe sous forme de garanties déposées par l’État tunisien à la Banque d'Angleterre.

#### Gouvernement contesté: une formation«RCDiste»

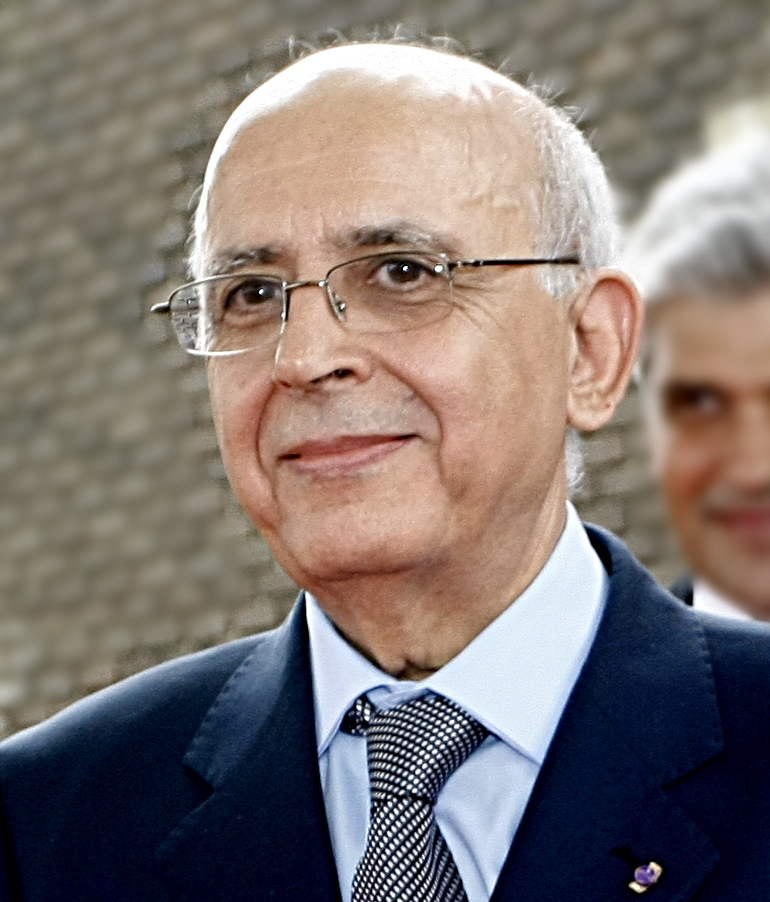
Portrait de Mohamed Ghannouchi.

Le 17 janvier, Mohamed Ghannouchi rend publique la constitution de son gouvernement : ce dernier compte trois grands opposants au régime de Ben Ali à savoir Mustapha Ben Jaafar (FDTL) à la tête du ministère de la Santé, Ahmed Brahim (Ettajdid) à l'Enseignement supérieur et à la Recherche scientifique et Ahmed Néjib Chebbi (PDP) au Développement régional et local. Le parti islamiste Ennahdha, le Parti communiste des ouvriers de Tunisie et le Congrès pour la République sont exclus des négociations, vu qu'il ne sont pas légaux. De même, les anciens du RCD jugés « intègres », n'ayant pas participé à la corruption du parti au pouvoir sous Ben Ali, occupent huit portefeuilles ministériels dont quatre ministères régaliens, à savoir Ahmed Friaâ à l'Intérieur, Ridha Grira à la Défense, Kamel Morjane aux Affaires étrangères et Ridha Chalghoum aux Finances. Ce gouvernement intègre également des personnalités indépendantes tels que Taïeb Baccouche (UGTT) à l'Éducation, l'ancien bâtonnier Lazhar Karoui Chebbi à la Justice et l'ambassadeur Ahmed Ounaies, opposant connu à Ben Ali, en tant que secrétaire d'État aux Affaires étrangères. De même, le gouvernement compte en son sein le cyberactiviste Slim Amamou comme secrétaire d'État auprès du ministre de la Jeunesse et des Sports et la cinéaste Moufida Tlatli au ministère de la Culture. Le ministère de la Communication, accusé de censurer la presse et d'empêcher la liberté d'expression, est par ailleurs supprimé.
Une fois la composition du gouvernement d'union nationale rendue publique, Ghannouchi annonce la légalisation de tous les partis politiques qui le souhaiteraient et ainsi l'autorisation des activités partisanes, autrefois interdites. Il annonce également la libération de tous les prisonniers d'opinion, la levée de l'interdiction d'activité de la Ligue des droits de l'homme et la liberté totale de l'information. La première mesure prise par le gouvernement est de limoger Taoufik Baccar, gouverneur de la banque centrale, et de le remplacer par l'économiste Mustapha Kamel Nabli.
Les priorités de ce gouvernement consistent, selon la Constitution, à réussir l'étape de transition et organiser des élections présidentielle et législatives dans un délai de soixante jours. Dans ce contexte, Ghannouchi décide la prolongation du délai des élections de soixante jours à six mois, en déclarant que « la Constitution prévoit la tenue d'élections dans 45 à 60 jours, un délai qui n'est pas suffisant pour mener les réformes nécessaires à l'organisation d'élections démocratiques ». Yadh Ben Achour, spécialiste des théories politiques islamiques et de droit public, ancien doyen de la faculté des sciences juridiques, politiques et sociales de Tunis, démissionnaire du Conseil constitutionnel en 1992 et opposant à l'ancien régime, est nommé à la tête de la commission de réforme des textes et des institutions en vue de les nettoyer des dispositifs mis en place par le régime Ben Ali pour empêcher toute opposition. La commission a pour mission de réformer les lois, notamment dans le domaine pénal, mais aussi les lois sur les associations, sur la création de partis politiques ou le Code de la presse. Le Conseil de protection de la révolution, où des personnalités révolutionnaires, des associations (Ligue des droits de l'homme, Association tunisienne des femmes démocrates et Ordre national des avocats), l'UGTT et douze partis sont représentés, avait une forte légitimité issue de la révolution et pouvait la concurrencer, voire créer une crise politique. Leur fusion donne naissance à la Haute instance pour la réalisation des objectifs de la révolution, de la réforme politique et de la transition démocratique, formant ainsi une institution de 155 membres aux pouvoirs concurrents de ceux du Parlement.

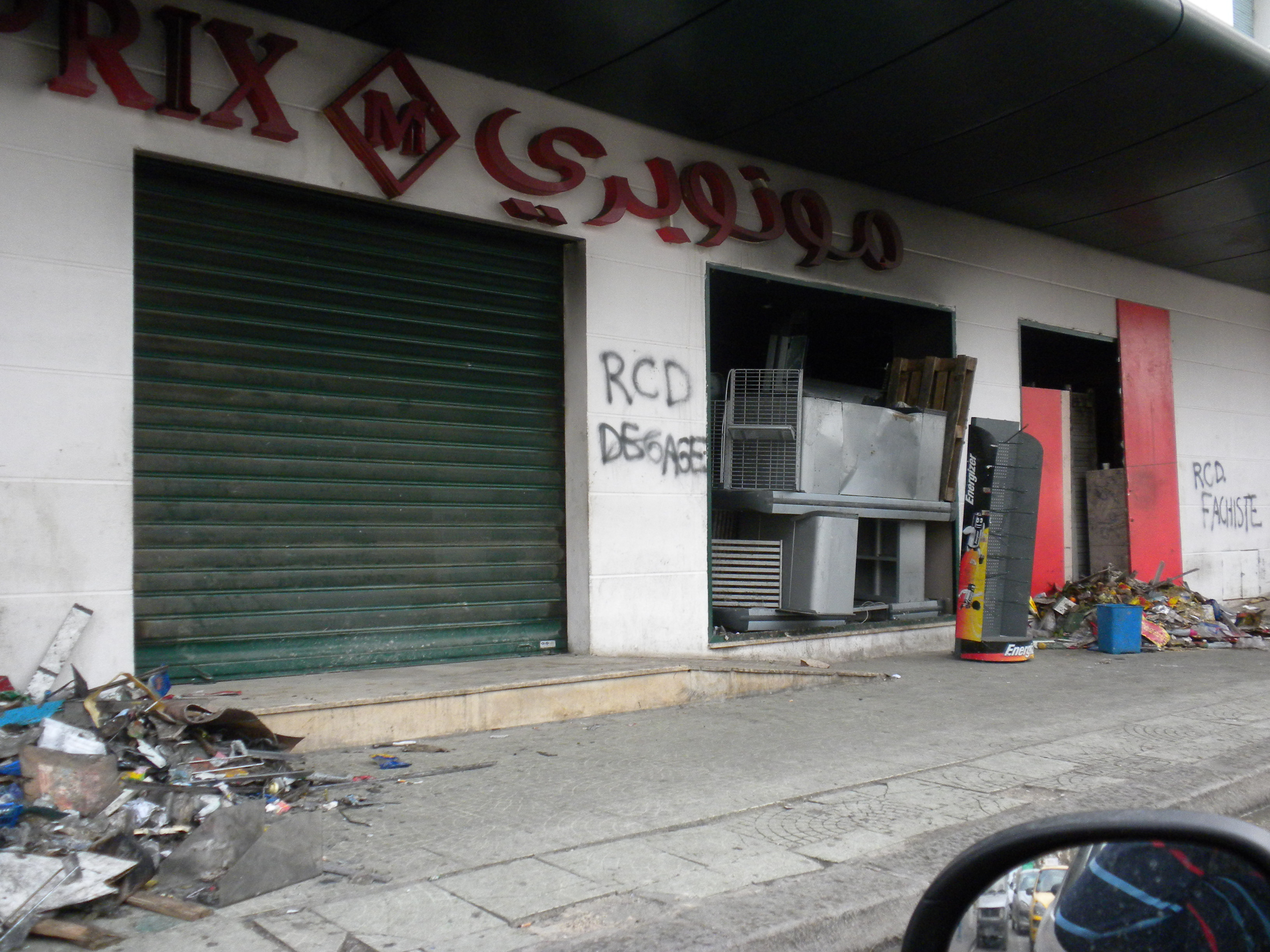
Supermarché Monoprix dévasté à la suite du soulèvement populaire.

Lors de sa première déclaration aux médias depuis sa nomination, le ministre de l'Intérieur Ahmed Friâa tente d'apaiser les tensions pour rétablir le sentiment de sécurité et de confiance, tout en soulignant l'importance de dépasser rapidement cette étape critique et difficile que traverse le pays en redonnant confiance aux citoyens, aux partenaires économiques et aux investisseurs étrangers. De même, il déclare que le bilan est lourd : sur le plan humain, le soulèvement populaire a fait un total de 74 morts et 98 blessés durant le mois passé, la plupart des victimes ayant perdu la vie lors de la répression policière. Il ajoute que la police a tiré à balles réelles à de nombreuses reprises sur des manifestants mais que plusieurs membres des forces de sécurité figurent parmi les victimes. Il ajoute également, que sur le plan matériel, 33 délégations, treize municipalités, 46 postes de la garde nationale, 85 postes de police, 43 agences bancaires, 66 espaces ou locaux de commerce ainsi que onze établissements industriels ont été saccagés. Au niveau économique, un premier bilan indique que la révolte populaire et les violences ont causé trois milliards de dinars (1,6 milliard d'euros) de pertes à l'économie, soit 4 % du PIB annuel. L'activité économique est presque paralysée, la plupart des commerces et des banques sont fermés et l'activité touristique, qui représente 6,5 % du PIB et emploie 350 000 personnes, est totalement à l'arrêt depuis l'évacuation précipitée de milliers de vacanciers. Malgré cela, il rappelle que la situation générale se dirige vers un retour progressif à la normale, comme l'atteste le rythme de l'approvisionnement des marchés en produits alimentaires ainsi que l'ouverture des commerces dans la capitale, tout en appelant à ne pas croire aux rumeurs. De même, il appelle à l'union pour dépasser cette période critique en vue de rétablir la sécurité et déclare que l'exclusion du RCD de la scène politique n'est pas raisonnable, sachant qu'il compte également des patriotes et des compétences.

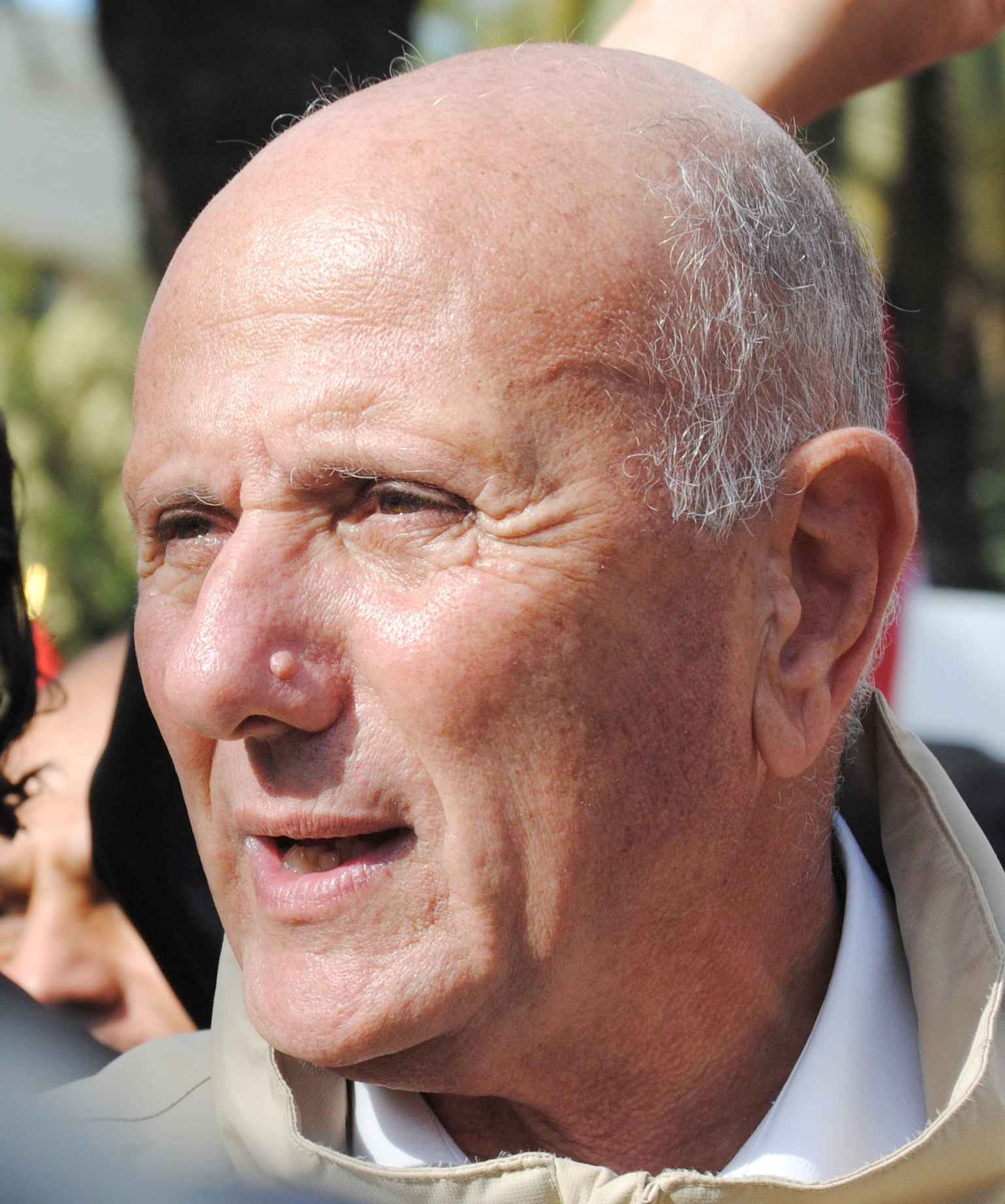
Portrait d'Ahmed Néjib Chebbi.

Réagissant à la composition gouvernementale, Moncef Marzouki la qualifie de « mascarade », justifiant ce mot par le maintien de ministres du président déchu. Intervenant sur I-Télé, il déclare que « la Tunisie méritait beaucoup mieux : 90 morts, quatre semaines de révolution réelle, pour aboutir à quoi ? Un gouvernement qui n'a d'union nationale que le nom, parce qu'en réalité, il est composé de membres du parti de la dictature, le RCD. Je pense que le peuple tunisien ne va pas se laisser faire par cette espèce de mascarade. Le RCD conserve toutes les places importantes, dont le ministère de l'Intérieur, qui est supposé organiser les futures élections ». De son côté, Hamma Hammami, chef du Parti communiste des ouvriers de Tunisie (PCOT), annonce que sa formation ne présentera pas de candidat à la présidentielle, qualifiant la formation du nouveau gouvernement de « petites réformettes qui ne répondent en rien à cette révolution populaire » car il s'agit d'un « gouvernement RCD élargi à quelques représentants de quelques partis d'opposition et de quelques personnalités de la société civile, ni plus ni moins […] Nous vivons sous le pouvoir de ce parti depuis plus de 50 ans et à chaque crise, il y a des manœuvres qui emmènent à ce même résultats, le pouvoir essaie de se réformer mais une fois qu'il reprend son souffle, il revient à la répression et à la main forte » ». D'autre part, le PCOT défend un régime parlementaire et non présidentiel ; c'est pour cette raison qu'il appelle à une assemblée constituante.
De son côté, Ahmed Néjib Chebbi, ministre au sein du nouveau gouvernement, défend la formation gouvernementale à la suite des critiques dont elle est victime en déclarant que « c'est une équipe de coalition nationale, faite de trois composantes, avec des ministres de l'ancien gouvernement connus pour leur compétence et leur probité, des membres de l'opposition [...] et des personnalités indépendantes rayonnantes », tout en soulignant la prise de « mesures concrètes » telles que la libération des prisonniers politiques, la préparation d'une loi d'amnistie et la reconnaissance des partis politiques illégaux.
Au sein de la population, l'opinion publique est déchirée entre ceux qui soutiennent ce gouvernement, vu l'urgence de la situation, et ceux qui expriment leurs mécontentements face à cette nouvelle équipe gouvernementale jugée « RCDiste ». Ainsi, les opposants à ce gouvernement provisoire protestent contre la présence d’un grand nombre de personnes ayant servi l’ancien régime. D'autres estiment qu'il ne s’agit que d’un « simple gouvernement transitoire » dont la mission est de gérer les affaires courantes, d'apaiser le climat et de préparer des élections libres et démocratiques. Dans ce contexte, ils appellent à ne pas créer la polémique car un gouvernement définitif prendra le pouvoir après le déroulement des échéances électorales, dans un délai de six mois au plus tard. Des manifestations spontanées et des affrontements éclatent le 17 janvier à la mi-journée à Tunis et dans d'autres villes comme Sidi Bouzid et Regueb, avant la proclamation dudit gouvernement, pour protester contre sa composition jugée « trop RCD » et pour la dissolution du parti présidentiel.
Le 18 janvier, Mohamed Ghannouchi, intervenant sur Europe 1, défend son gouvernement, en justifiant le maintien d'anciens ministres de Ben Ali qu'il qualifie de « mains propres » par « la préservation de l'intérêt général ». Il déclare également que les auteurs des massacres rendront des comptes devant la justice, assurant qu'il n'a jamais donné l'ordre de tirer sur les manifestants. De même, il annonce que tous les partis politiques seront autorisés à participer aux élections mais, évoquant le cas de Rached Ghannouchi, chef du mouvement islamiste Ennahdha en exil à Londres, ce dernier ne pourra retourner au pays qu'après l'adoption d'une loi sur l'amnistie générale qui annulerait sa condamnation à la prison à vie datant de 1991.

##### Démissions en cascade
De son côté, l'UGTT désavoue le nouveau cabinet, estimant que l'accord sur sa composition n'a pas été respecté, et retire ses trois ministres, à savoir Houssine Dimassi, Anouar Ben Gueddour et Abdeljelil Bédoui. Ce dernier déclare : « Cela ne nous intéresse pas de faire partie d'un gouvernement qui ne donne pas suffisamment d'assurances au peuple tunisien quant à la volonté de s'acheminer vers une transition démocratique réelle ». Le syndicat décide par ailleurs de ne pas reconnaître la légitimité du cabinet en raison de l'insuffisante participation d'indépendants mais aussi de la présence d'une majorité des figures de l’ancien régime et déclare : « Nous ne participerons pas au gouvernement, à moins que sa composition soit revue de façon que toutes les personnes qui ont eu des responsabilités ministérielles dans les gouvernements de Ben Ali en soient écartées ». Le conseil national de l'Ordre national des avocats de Tunisie partage le même avis,.
Le mouvement Ettajdid parle de se retirer lui aussi si les membres du RCD sont maintenus au gouvernement. Malgré cela, Ahmed Brahim s'attache à son portefeuille ministériel. De même, le FDTL annonce vouloir « suspendre sa participation ». Ainsi, les ministres réunis au Dar El Bey pour prêter serment devant le président par intérim, Fouad Mebazaa, voient l’abstention de Ben Jaafar à prêter serment, ce dernier demandant un délai supplémentaire de réflexion et de concertation. Néanmoins, le FDTL et l'UGTT, à travers Khalil Zaouia, dénoncent une politique du fait accompli, la présence de personnalités comme Moncer Rouissi, « éminence grise » de Ben Ali, aux Affaires sociales ou encore de Zouheir M'dhaffer, « la plume » de l'ancien président et auteur de la réécriture « sur mesure » de la Constitution, nommé responsable du développement administratif.
Dans ce contexte, Mebazaa et Ghannouchi présentent leurs démissions du RCD. De son côté, le parti décide de radier quelques-uns de ses membres dont l’implication est prouvée dans la corruption, à savoir Ben Ali, Abdallah Kallel, Abdelaziz Ben Dhia, Ahmed Iyadh Ouederni, Abdelwahab Abdallah, Rafik Belhaj Kacem, Belhassen Trabelsi et Mohamed Sakhr El Materi.

##### Protestations anti-gouvernementales

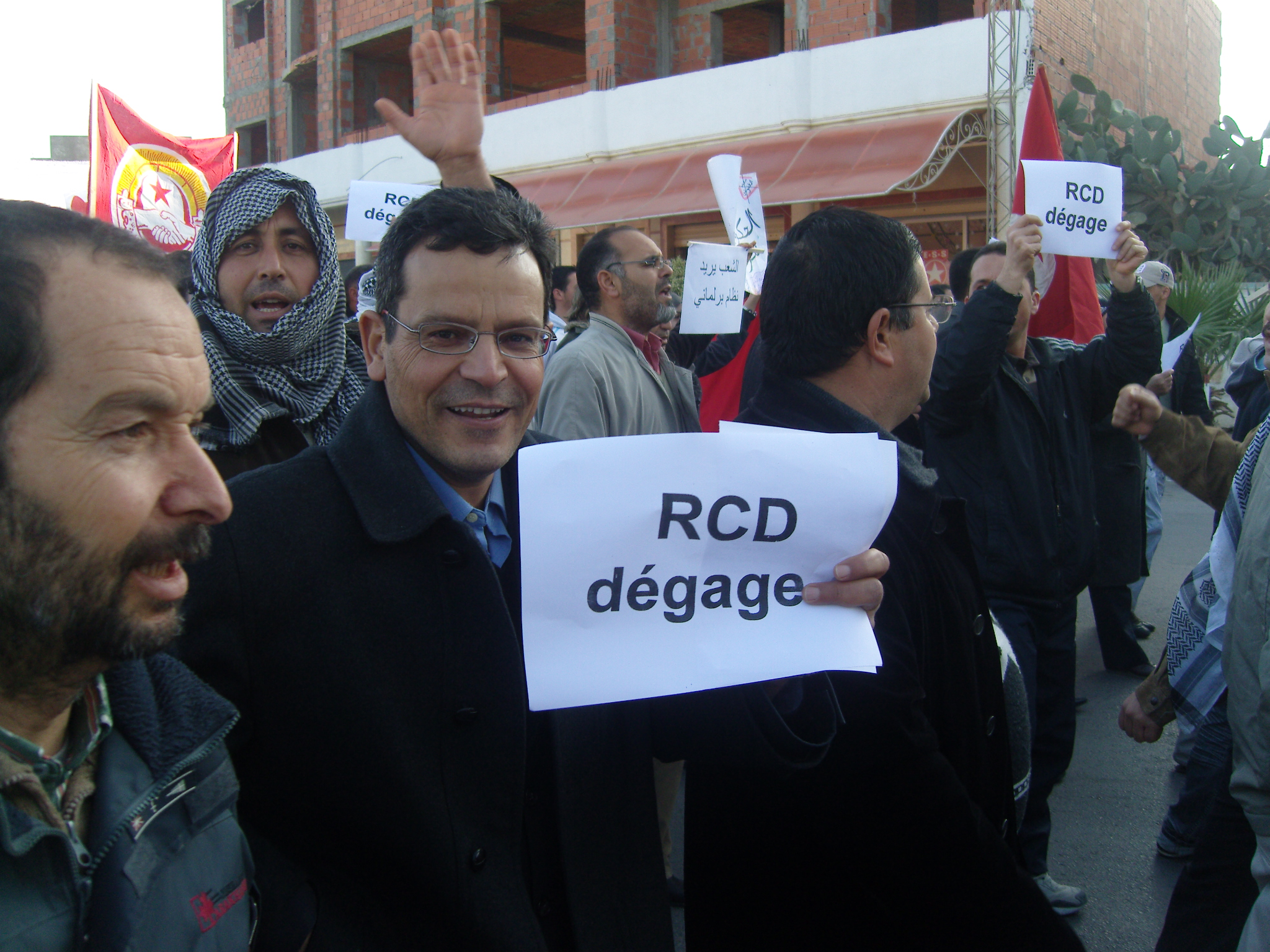
« RCD dégage », manifestation organisée par l’UGTT le 21 janvier 2011.

Le même jour, des appels à manifester dans la matinée à Tunis, mais aussi en province comme à Sousse et Sfax, sont lancés par les internautes sur Facebook, avec des titres tels que « le dictateur est tombé, la dictature pas encore ! ». Toutefois, d'autres messages appellent à cesser les manifestations pour donner la possibilité au nouveau gouvernement de rétablir l'ordre et d'appliquer des réformes.
Réagissant à la démission de Mebazaa et Ghannouchi du RCD, Abdellatif Abid, membre du bureau politique du FDTL, pense que « ce n'est pas assez [...] Je ne pense pas que la population va accepter. Les gens veulent en finir définitivement avec le RCD ». Les États-Unis estiment quant à eux que « le changement en cours doit s'élargir, s'approfondir. Le gouvernement doit trouver le moyen de dialoguer avec les éléments de la société tunisienne, et répondre à ce qu'il entend ». Dans ce contexte, répondant aux appels lancés sur Internet, des milliers de Tunisiens manifestent leur colère dans tout le pays. À Sousse et Tataouine, des manifestants escaladent la façade des sièges du parti de Ben Ali pour détruire les drapeaux et symboles du RCD. Au même moment, dans la capitale, la police disperse violemment à coups de matraques et de gaz lacrymogène un millier de manifestants qui comptent parmi eux des islamistes comme Abdelfattah Mourou. Ces derniers veulent participer aux élections législatives prévues en juillet en se présentant comme un parti réformateur, prônant un islam modéré et proche de l'AKP, le parti islamo-conservateur au pouvoir en Turquie. De même, les manifestants déclarent : « Nous refusons ce gouvernement criminel qui veut voler la révolte de notre peuple. Nous voulons un gouvernement qui représente vraiment le peuple. Nous dénonçons les partis de l'opposition fantoche qui sont maintenant au gouvernement ».
Le même jour, alors qu'à l'Union tunisienne de l'industrie, du commerce et de l'artisanat (UTICA), on demande la démission de Hédi Djilani, Moncef Marzouki rentre de Paris après un long exil en France.

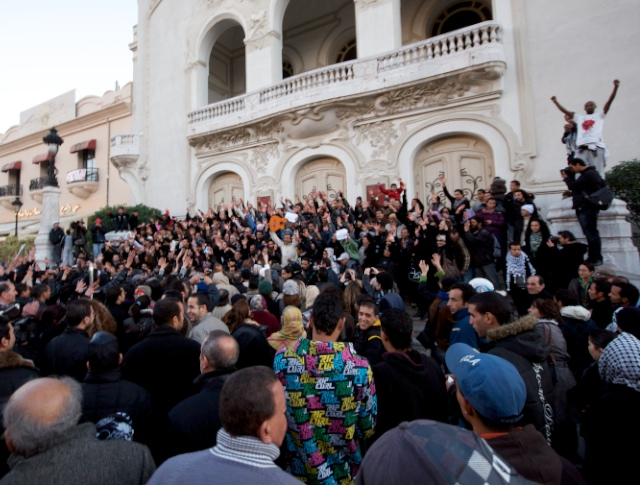
Manifestations anti-gouvernementales à l'avenue Habib-Bourguiba, à Tunis.

Le 19 janvier, les manifestations continuent dans tout le pays à l'initiative de l'UGTT, scandant des slogans tels que « Nous voulons un nouveau Parlement, une nouvelle Constitution et une nouvelle République ». De son côté, le gouvernement décide d'alléger le couvre-feu de deux heures, de 20 heures à 5 heures du matin, en raison d'une « amélioration de la sécurité », alors que les citoyens reprennent le travail et que la vie commence peu à peu à reprendre son cours normal. Malgré cela, les autres mesures de l'état d'urgence sont maintenues comme l'interdiction des rassemblements sur la voie publique de plus de trois personnes et l'autorisation donnée aux forces de l'ordre de tirer sur les personnes prenant la fuite lors de contrôles.
Réagissent ces événements, le président Mebazaa annonce, lors d'une allocution, sa volonté de « rupture totale avec le passé », ce qui marque sa première apparition publique depuis son investiture. Il déclare vouloir « satisfaire toutes les aspirations légitimes du soulèvement pour que se réalise cette révolution de la liberté et de la dignité », tout en annonçant une série de réformes telles que l'amnistie générale, la liberté totale d'information, l'indépendance de la justice et la séparation entre l'État et le RCD. Il déclare également que la situation sécuritaire s’améliore et que les responsables des actes de troubles ont été démasqués et arrêtés, tout en souhaitant veiller à ce que le gouvernement respecte ses engagements.
Le même jour, certains ministres comme Baccouche ou Tlatli entrent en fonction alors que Mustapha Kamel Nabli prête serment. Ce dernier affirme que le stock d’or est bien conservé, sans avoir subi de fluctuation depuis 2011, tout en désignant un administrateur provisoire à la Banque Zitouna. De même, 1 800 détenus dont la peine ne dépasse pas les six mois sont libérés, dont plusieurs militants et opposants au régime de Ben Ali. Par ailleurs, le premier conseil des ministres est fixé pour le lendemain, en vue d'examiner le projet de loi d'amnistie générale alors que Djilani présente sa démission de l'UTICA.

##### Premières mesures

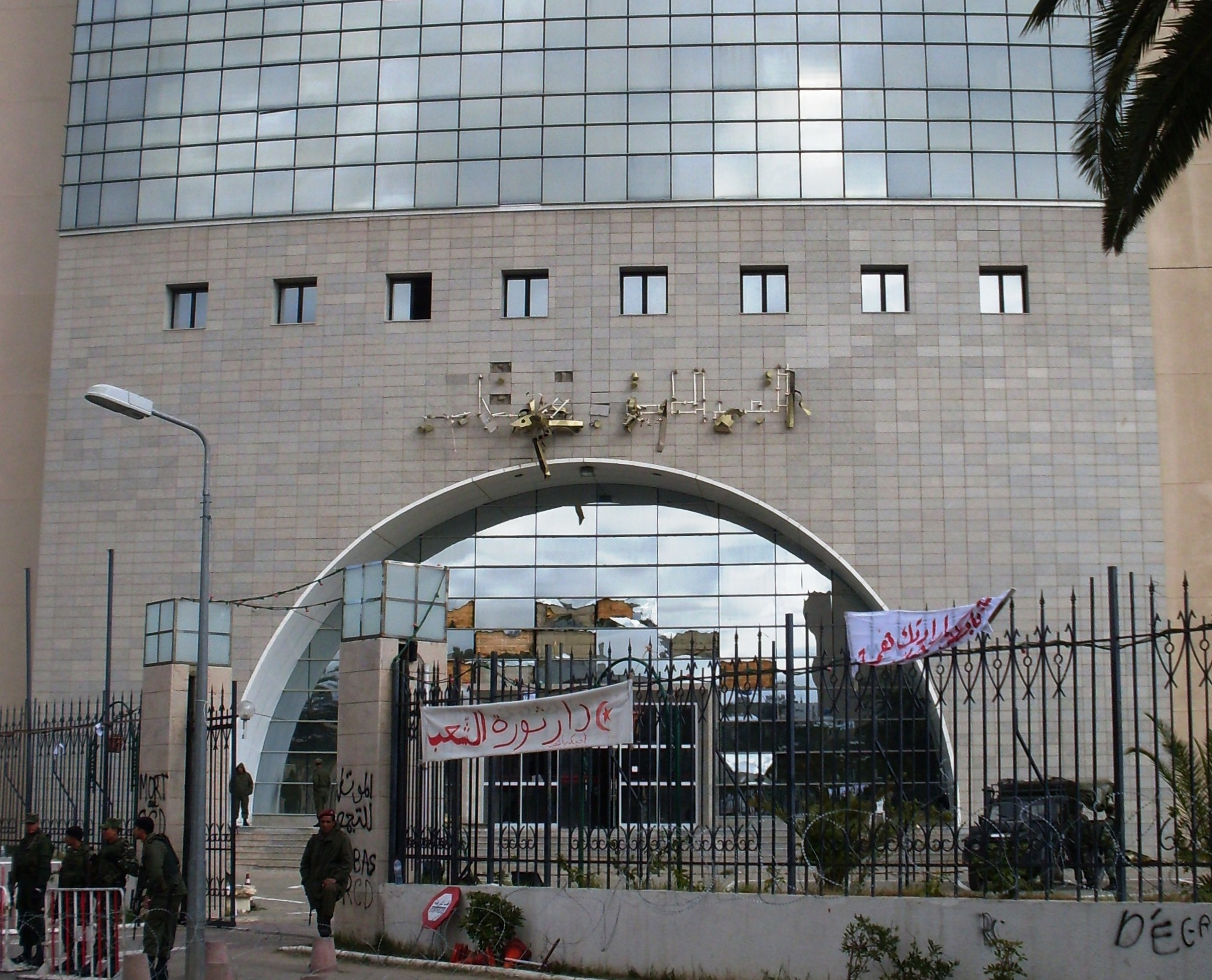
Façade du siège du RCD à l'enseigne arrachée.

Le 20 janvier, 33 arrestations de membres de la famille Ben Ali-Trabelsi, soupçonnés de crimes contre le pays, sont rendues publiques par une source officielle à la télévision nationale. Leurs biens sont également confisqués et une enquête judiciaire pour « acquisition illégale de biens, placements financiers illicites à l'étranger et exportation illégale de devises » est ouverte par la justice contre Ben Ali et sa famille.
Le même jour, les ministres issus du RCD présentent leur démission du parti. En réponse, le parti dissout son bureau politique et charge Mohamed Ghariani de la gestion des affaires courantes. Malgré cela, les protestations persistent toujours à l'avenue Habib-Bourguiba et devant le siège du RCD à l'avenue Mohammed-V, où le sigle du parti est arraché. La tension ne s'étant pas affaiblie, un colonel de l'armée tentant de rétablir l'apaisement de la situation déclare : « je suis avec vous. On ne va pas tirer sur vous, l'essentiel c'est que le rassemblement soit pacifique ». Réagissent à cela, la foule se met à l'acclamer. Dans le même temps, une centaine de magistrats et d'avocats protestent devant le palais de justice pour réclamer son indépendance et le départ d'un magistrat accusé d'avoir servi les intérêts de Ben Ali.

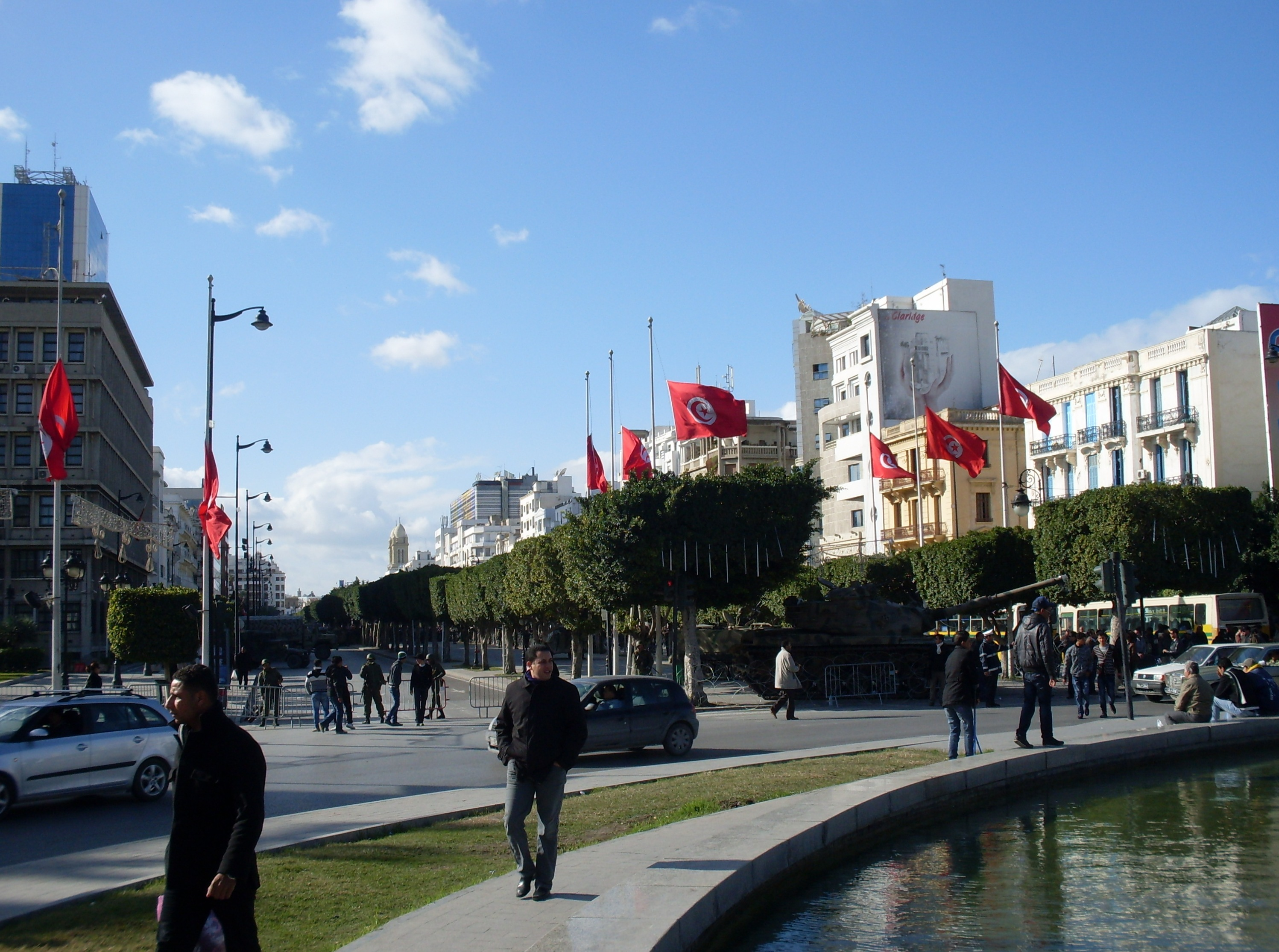
Drapeaux en berne sur l'avenue Habib-Bourguiba à Tunis.

Sur le plan gouvernemental, à l'issue du premier conseil ministériel du cabinet de transition, le porte-parole du gouvernement Taïeb Baccouche annonce un deuil national de trois jours « en mémoire des victimes des récents événements », la reprise des cours scolaires et universitaires prévue pour la semaine suivante, la récupération par l'État tunisien des biens mobiliers et immobiliers du RCD et la validation du projet de loi d'amnistie pour les 1 800 prisonniers politiques ainsi que la reconnaissance de l'ensemble des mouvements politiques interdits dont Ennahdha.
Malgré les décisions prises, la pression de l'UGTT et de la rue sur le gouvernement ne se relâche pas : la centrale syndicaliste revendique à nouveau, le 21 janvier, la dissolution du gouvernement de transition ainsi que la formation d'un cabinet « de salut national, collégial, répondant aux exigences de la rue et des partis politiques », sans la participation de ministres de l'ancien régime. Lors d'une interview accordée par Ghannouchi à la télévision nationale, ce dernier déclare qu'il quitterait la politique une fois la transition achevée, tout en garantissant l'abrogation des lois anti-démocratiques et la préservation des acquis sociaux comme le statut de la femme. Il exprime également sa volonté de maintenir la gratuité de l'enseignement et l'accès aux soins médicaux pour tous. De son côté, le ministre de l'Intérieur Friâa annonce que la traque policière de la famille Ben Ali se poursuit, tout en démentant les rumeurs du décès d'Imed Trabelsi.

##### Poursuite des manifestations

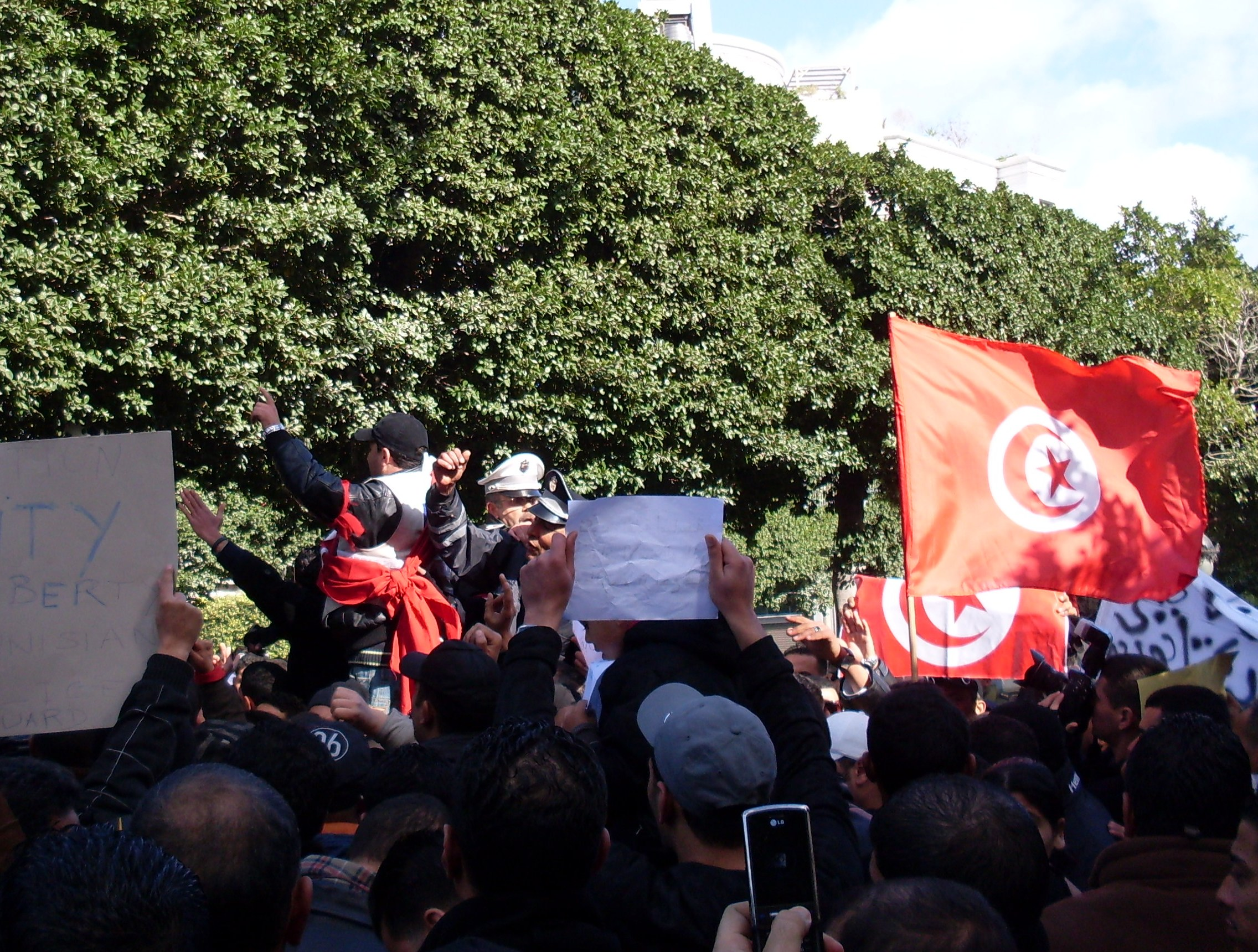
Manifestation d'agents du ministère de l'Intérieur.

Le 22 janvier, à l'initiative de jeunes habitant le Centre-Ouest de la Tunisie, la région d'où est parti le mouvement qui a conduit à la révolution, une « caravane de la libération » rassemblant plusieurs centaines de personnes marche sur Tunis pour réclamer le départ des personnalités de l'ancien régime. Partie de Menzel Bouzaiane, de Sidi Bouzid et de Regueb, cette marche pacifique spontanée est rejointe par des militants des droits de l'homme et des syndicalistes. Le cortège hétéroclite, alternant marche et trajets en véhicules et soutenu par la population, atteint Tunis le 23 janvier. Les jeunes manifestants, rejoints par des centaines de Tunisois, entament le siège du Dar El Bey, la résidence du Premier ministre sur la place de la Kasbah, déterminés à faire chuter le gouvernement de transition. Plus tard dans la journée, les rangs des manifestants grossissent à nouveau jusqu'à atteindre plusieurs milliers de personnes sur l'esplanade à proximité des bureaux du Premier ministre, persévérant dans leur exigence de voir le gouvernement de transition démissionner. Dans ce contexte, l'armée continue de s'interposer entre les protestataires et les forces de l'Intérieur. Au même moment, des policiers qui manifestent en civil et en uniforme à la Kasbah bloquent l'accès de la voiture du président intérimaire au siège du gouvernement, avant d'être écartés sans violence par d'autres policiers en service. Les policiers protestataires rejoignent un groupe d'employés de la fonction publique, notamment de la municipalité, pour réclamer de meilleures conditions de travail et le départ du gouvernement. Les policiers déclarent avoir « pendant des années été victimes de l'arbitraire de Ben Ali. Aujourd'hui, notre vie est menacée, les citoyens nous prennent pour des tueurs. Le peuple veut se venger, mais nous, nous sommes là pour assurer sa sécurité », tout en exprimant leur volonté de voir la création d'un syndicat pour défendre les droits de la profession.
Dans la même journée, la pression se poursuit et s'accentue : les protestataires venus du Centre-Ouest défient le couvre-feu et souhaitent élire domicile devant le siège du Premier ministre pour y passer la nuit. Peu avant l'entrée en vigueur du couvre-feu, les manifestants expriment leur volonté de ne pas renoncer aux protestations tant que ce gouvernement reste en place : « nous n'allons pas quitter la place avant que ce gouvernement dégage » déclare un jeune manifestant provenant de Sidi Bouzid. Déterminés, ils s'organisent pour passer la nuit à la Kasbah : des tentes sont mises en place alors que certains sont solidaires et leur procurent de la nourriture. Entre-temps, un officier de l'armée déclare : « nous allons très probablement les laisser ici parce qu'ils sont venus de loin et ne peuvent aller nulle part. Mais nous allons leur interdire de se déplacer dans la capitale ». Trois quarts d'heure avant l'entrée en vigueur du couvre-feu, un nouveau groupe de 300 habitants originaires de Kasserine rejoignent les manifestants. Entre-temps, sur Facebook, d'autres jeunes incitent à manifester contre le gouvernement de transition. Bravant le couvre-feu de manière à maintenir la pression sur l'exécutif, des centaines d'entre eux poursuivent le siège au cours de la nuit. Le même jour, Larbi Nasra, propriétaire de la chaîne de télévision Hannibal TV est arrêté pour « haute trahison et complot contre la sécurité de l'État » et pour avoir « tenté de faire avorter la révolution des jeunes, semer la désordre, inciter à la désobéissance et à la diffusion de fausses informations dans le but de créer un vide constitutionnel et de saboter la stabilité dans le pays et le pousser vers le chaos ». Il est libéré le lendemain.

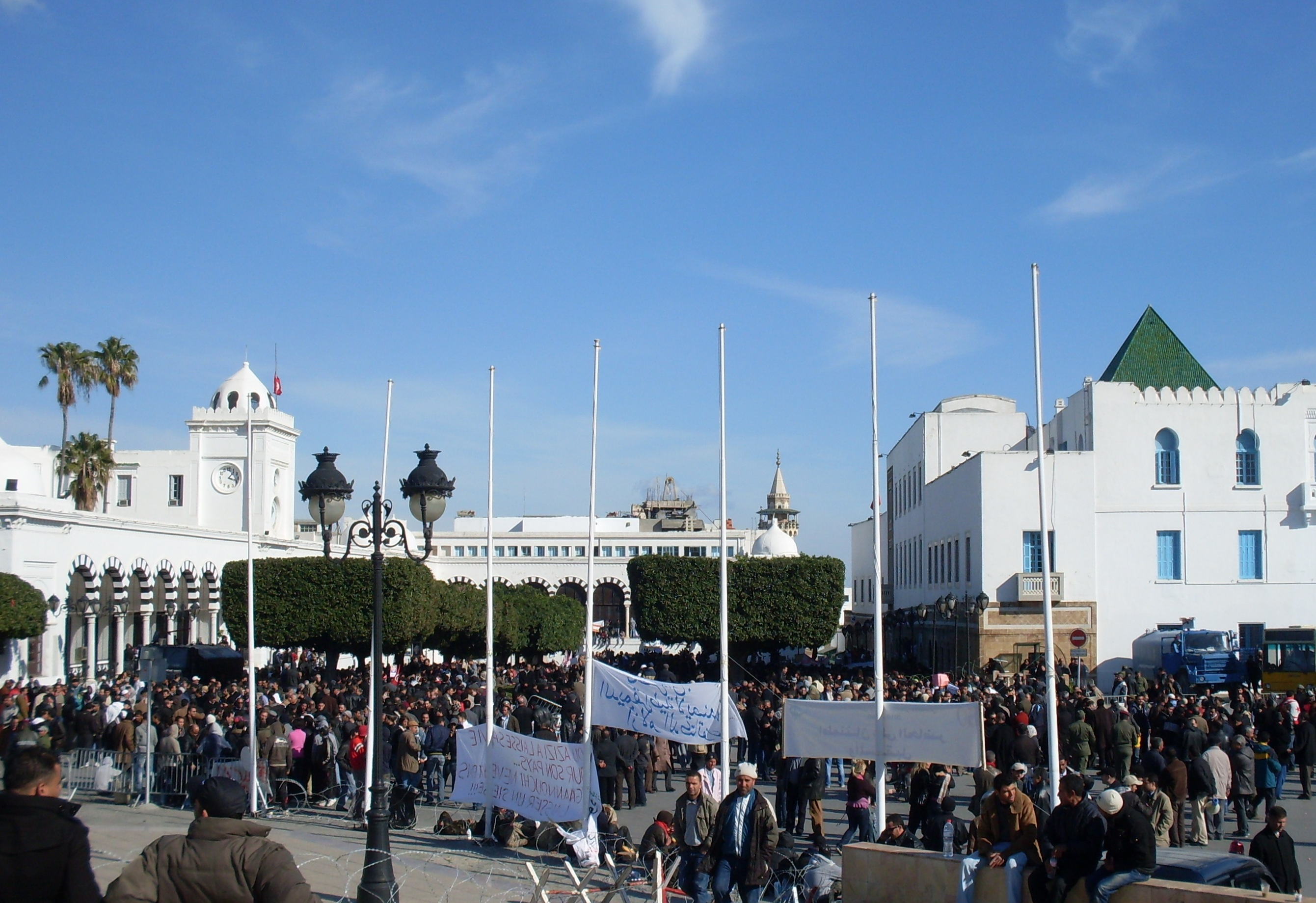
Vue de la « caravane de la libération » devant le siège du gouvernement.

Le 24 janvier en matinée, quelques échauffourées se produisent quand les forces de l'ordre tentent d'exfiltrer des fonctionnaires des bâtiments et reçoivent des projectiles de la foule. Certains manifestants s'en prennent en outre aux vitres du ministère des Finances et, pour la seconde fois depuis le 14 janvier, les forces de l'ordre jusque-là circonspectes avec les protestataires font usage de gaz lacrymogène pour tenter de les disperser. Les manifestations se poursuivent, les protestataires scandant des slogans tels que « le peuple vient faire tomber le gouvernement ». Tout au long de la journée, ils sont rejoints par d'autres citoyens. Cette pression populaire remet en cause la capacité du gouvernement à y résister et affaiblit le cabinet Ghannouchi. Au même moment, des appels à la grève des enseignants du primaire sont lancés pour le 24 janvier, date de reprise prévue des cours.
Plusieurs observateurs pointent les membres du gouvernement provisoire dont le choix semble largement contestable et qui focalisent la colère de la rue, eu égard à leur très grande proximité avec l'ancien président, voire leur contribution idéologique au régime de Ben Ali : il en va ainsi de Moncer Rouissi, ministre des Affaires sociales, qui a été proche du président déchu jusqu'au bout, de Moncef Bouden, secrétaire d'État à la Fiscalité, qui aurait opéré des redressements fiscaux aux entreprises convoitées par le clan Ben Ali-Trabelsi, d'Ahmed Friaâ, ministre de l'Intérieur, « pour le symbole » et de Ridha Grira, soupçonné d'avoir facilité la mainmise du clan présidentiel sur les terrains publics quand il s'occupait des domaines de l'État.
De son côté, le gouvernement transitoire semble, selon divers observateurs, miser sur l'essoufflement du mouvement. Malgré les appels à la « grève générale illimitée » lancés par le syndicat des enseignants du primaire, le ministre de l'Enseignement supérieur Ahmed Brahim appelle les instituteurs à renoncer à cette « grève irresponsable », les écoliers et étudiants n'ayant pas repris les cours depuis le 10 janvier. Alors que les protestations se poursuivent, les autorités annoncent l'arrestation et l'assignation à résidence de deux proches collaborateurs de Ben Ali, Abdallah Kallel, président de la Chambre des conseillers, et Abdelaziz Ben Dhia, plusieurs fois ministres sous Ben Ali. Quant à Abdelwahab Abdallah, il est déclaré recherché par le gouvernement. Maya Jribi, secrétaire générale du PDP, apporte quant à elle le soutien de son parti au gouvernement, pour assurer la transition vers la démocratie et remettre l'économie en marche.
Pour tenter d'apaiser les esprits, le chef d'état-major de l'armée de terre, le général Rachid Ammar, devenu populaire à la suite de la révolution pour avoir défié Ben Ali et refusé ses ordres, prend la parole et promet à la foule que l'armée se porte « garante de la révolution » et qu'elle « ne sortira pas du cadre de la Constitution ». Dans son discours improvisé, il rappelle que l'armée a pour principale mission de protéger le peuple. Pour calmer les tensions et mettre fin au chaos régnant à la Kasbah, Ammar déclare que « la révolution des jeunes, elle risque d'être perdue, d'autres risquent de la récupérer. Il y a des forces qui appellent au vide, à la vacance du pouvoir. Le vide engendre la terreur, qui engendre la dictature ». Acclamé par la foule, il demande aux manifestants de laisser le gouvernement travailler pour « remettre le pays sur les rails » mais, malgré ce geste, les manifestations persistent.

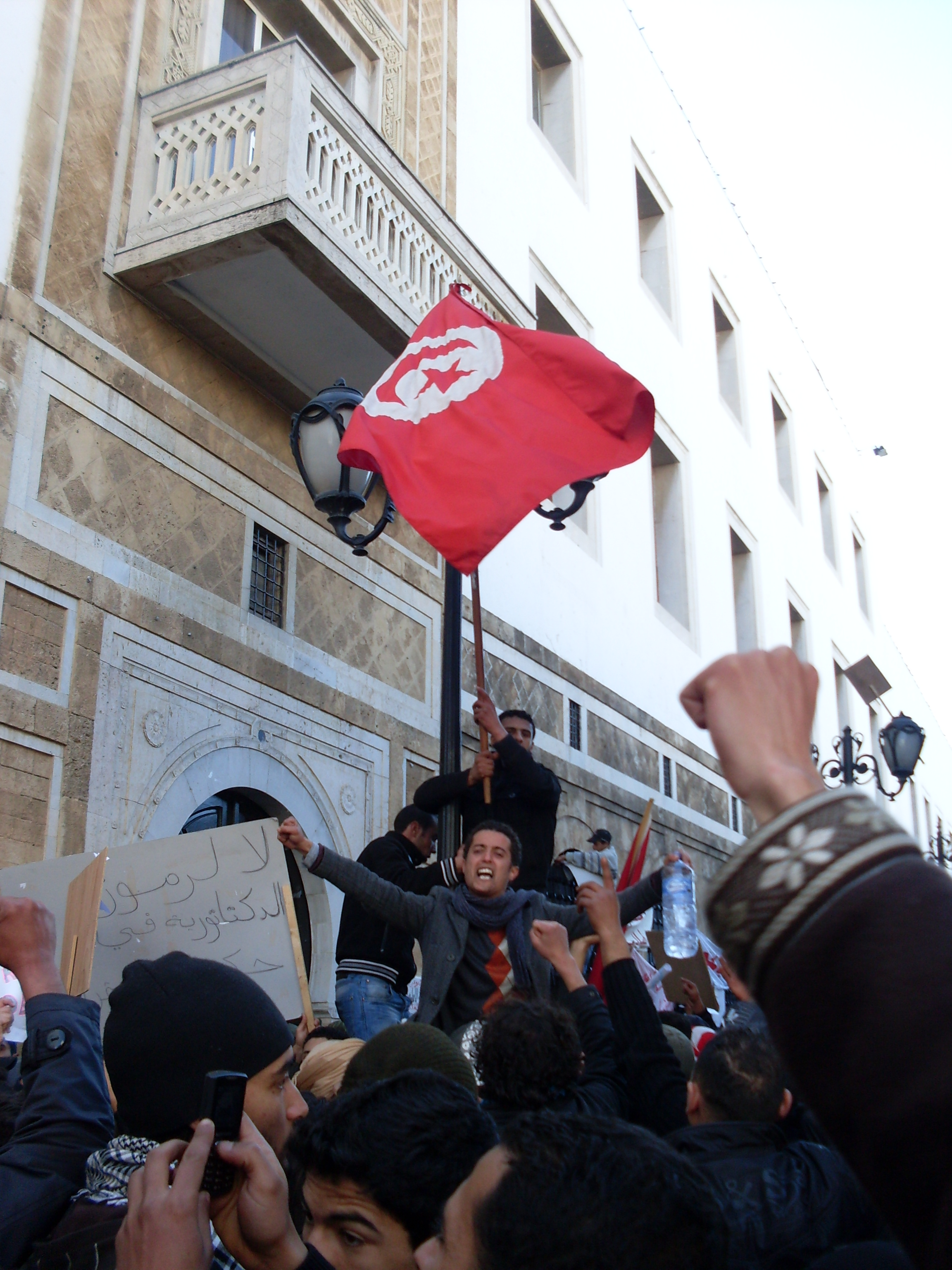
Poursuite des protestations.

Réagissant aux événements des derniers jours, le porte-parole du gouvernement et ministre de l'Éducation Taïeb Baccouche annonce un remaniement ministériel pour le 26 janvier, ce qui exclut la dissolution du cabinet Ghannouchi. Il souligne que ce changement est rendu nécessaire par la démission de cinq ministres, à savoir les trois syndicalistes de l'UGTT, Mustapha Ben Jaafar (FDTL) et un membre du RCD, Zouheir M'dhaffer, qui seront remplacés par des indépendants, mais aussi par des ministres en fonction qui voudraient présenter leur démission, ce qui engage un remaniement dans les plus brefs délais. Il annonce également qu'une allocation mensuelle de 150 dinars sera allouée aux chômeurs diplômés, ainsi qu'une couverture sociale et un tarif réduit dans les transports publics, à condition qu'ils acceptent un emploi à mi-temps dans les services publics. Ces mesures sont prises pour répondre aux revendications sociales des manifestants, le taux de chômage étant estimé à environ 14 % de la population active en Tunisie, mais évalué à 30 % parmi les chômeurs diplômés, dont le nombre est d'environ 100 000 sur dix millions d'habitants. De même, les budgets consacrés aux chantiers d'utilité publique dans les régions seront doublés et une avance versée pour le 26 octobre aux familles des martyrs et des blessés et aux personnes qui ont subi des dommages matériels pendant les troubles. Une aide exceptionnelle de 260 millions d'euros est prévue pour les régions rurales les plus pauvres du pays. Baccouche affirme également que « la situation est en apparence insurrectionnelle mais la majorité de la population souhaite le retour au calme », tout en déclarant que « la rentrée dans les écoles primaires a été faible, pour ne pas dire inexistante en raison du mot d'ordre de grève très suivi de l'UGTT mais nous tenons bon »,.
Le 25 janvier, plusieurs centaines de manifestants se réunissent au lendemain de l'annonce du remaniement à l'avenue Habib-Bourguiba de Tunis, apportant pour la première fois depuis la formation du cabinet leur soutien à Mohamed Ghannouchi, scandant des slogans tels que « Oui à la démocratie, non au chaos » ou « La politique du tout ou rien ne mène nulle part ». Mais très vite, ils sont dispersés par des protestataires exigeant la démission de l'ensemble du gouvernement, sans l'intervention des policiers présents à proximité. De petits affrontements entre les deux camps éclatent, les opposants se ruant vers les « pro-gouvernementaux » en les insultant. Du côté de la Kasbah, les manifestations anti-gouvernementales exigeant la démission du gouvernement de transition continuent avec l'arrivée de nouveaux groupes, dont des étudiants et lycéens, pour atteindre 4 000 personnes en début d'après-midi. Le même jour, la section régionale de la centrale syndicale de Sfax appelle à une « grève générale » pour poursuivre le mouvement visant à la dissolution du gouvernement Ghannouchi. En revanche, le syndicat des enseignants du primaire appelle à mettre fin à sa « grève illimitée », après deux jours d'un mouvement qu'il qualifie de « grand succès » car ayant réuni 90 % à 100 % de grévistes le 24 janvier.
Le 26 janvier, alors que le remaniement ministériel est attendu, l'ambiance reste tendue à la Kasbah où la police tire des grenades de gaz lacrymogène contre des manifestants voulant forcer un barrage et ayant jeté des pierres sur les forces de l'ordre. Réclamant la chute immédiate du gouvernement et refusant catégoriquement un remaniement, malgré les mesures sociales prises la veille, un manifestant déclare les intentions des protestataires aux médias : « Nous avons une seule demande : que le gouvernement tombe, ils doivent tous partir, Ghannouchi le premier ». À Sfax, des travailleurs répondent à l'appel à la grève générale avec « le débrayage de milliers de travailleurs de tous les secteurs » selon un membre du bureau régional de l'UGTT. Ils annoncent également que leur but est de « demander pendant la marche la dissolution du RCD et dénoncer l'information officielle qui s'attaque à l'UGTT », tout en dénonçant les attaques de leurs locaux par les « partisans de l'ancien régime ». Quelques heures après, le remaniement prévu est repoussé au lendemain. La sécurité autour des institutions gouvernementales, principalement le Dar El Bey, est renforcée et le couvre-feu allégé de trois heures, de 22 heures à 4 heures du matin, en raison « d'une amélioration de la situation sécuritaire ». De même, la fermeture des principaux accès à la Kasbah par les forces de sécurité empêchant le ravitaillement des manifestants en nourriture et couvertures suscite l'irritation des manifestants qui, en colère, déclarent : « vous voulez nous affamer, vous voulez nous assiéger ». De son côté, le ministre de la Justice Lazhar Karoui Chebbi annonce le lancement d'un mandat d'arrêt international, relayé par Interpol, contre le président déchu réfugié en Arabie saoudite, ainsi que contre son épouse Leïla et six de ses proches, pour « acquisition illégale de biens mobiliers et immobiliers » et « transferts illicites de devises à l'étranger ». D'autre part, il appelle les 9 500 évadés toujours en cavale, sur les 11 029 détenus qui se sont évadés depuis la chute du président Ben Ali lors d'évasions massives, à retourner en prison ; 1 532 détenus se sont déjà rendus spontanément. Lors des soulèvements, 71 détenus sont morts dont 48 dans l'incendie de la prison de Monastir,,. Le 27 janvier, quelques heures avant le remaniement, Kamel Morjane, ministre des Affaires étrangères, présente sa démission.

#### Nouvel exécutif
Le 27 janvier en soirée, après trois jours de négociations et de tractations difficiles, Mohamed Ghannouchi cède en partie à la pression populaire et présente un nouveau gouvernement expurgé des caciques de l'ancien régime. Lors de son allocution, il présente sa nouvelle équipe qu'il considère comme « le fruit de concertations approfondies et intenses effectuées entre l'ensemble des partis politiques nationaux et les différentes composantes de la société civile, et qui ont abouti à un consensus autour d'une nouvelle formation gouvernementale ». Le cabinet comporte neuf portefeuilles ministériels maintenus et douze autres remaniés. Ainsi, les ministères régaliens jusque-là trustés par des proches du régime Ben Ali sont confiés à Abdelkrim Zbidi pour la Défense, Ahmed Ounaies pour les Affaires étrangères, Farhat Rajhi pour l'Intérieur et Jalloul Ayed pour les Finances. En outre, Azedine Beschaouch remplace Moufida Tlatli à la Culture. Parmi les douze nouveaux ministres, pour la plupart des technocrates choisis pour leurs compétences, on compte essentiellement des universitaires de haut niveau, dont l'économiste Elyès Jouini, jusque-là vice-président du conseil scientifique à l'Université Paris-Dauphine, et Habiba Zéhi Ben Romdhane, professeur de médecine et cofondatrice de la section tunisienne d'Amnesty International, ainsi que plusieurs chefs d'entreprise. De même, Mohamed Ennaceur, ministre sous la présidence de Habib Bourguiba, accepte d'intégrer le gouvernement avec le portefeuille de ministre des Affaires sociales. Par ailleurs, Ghannouchi rappelle que ce gouvernement est un gouvernement provisoire dont la mission est d'assurer la transition démocratique et de remettre l'économie en marche avant d'organiser des élections démocratiques qui refléteront la volonté du peuple tunisien.
Poursuivant son allocution pour énoncer ses principales priorités, Ghannouchi annonce la mise en place d'une commission indépendante spécialisée pour la supervision des élections et la présence d'observateurs internationaux pour assurer un scrutin libre et transparent dans un délai de six mois. Il se prononce également en faveur de la mise en place de réformes profondes qui toucheraient les différentes législations régissant la vie publique, comme le Code de la presse, le Code électoral, la loi relative à la lutte contre le terrorisme et la loi relative aux partis, afin de garantir le pluralisme et cela notamment grâce à la commission sur la réforme des lois. Dans la foulée, il défend son nouveau cabinet formé à partir de concertations avec toutes les composantes du paysage politique, assurant qu'il a eu recours à toutes les potentialités nationales connues pour leur expérience et compétences ainsi que leur rayonnement national et international. Dans ce contexte, il remercie les nouveaux membres du gouvernement qui ont renoncé à leurs engagements internationaux pour la patrie, soulignant qu'il faut dépasser cette période et reprendre la vie normale car la situation est délicate. Cette nouvelle équipe reçoit l'aval de la direction de l'UGTT — dont certains soulignent une radicalité tranchant avec la « docilité » vis-à-vis de Ben Ali — et provoque une explosion de joie chez les manifestants de la place de la Kasbah campant depuis quatre nuits sous les fenêtres du Premier ministre. Néanmoins, si la foule marque son contentement, elle réclame aussitôt le départ de Ghannouchi, dernier chef du gouvernement du président déchu.
Les 7 et 9 février 2011, les deux chambres du Parlement, composées d'élus issus du RCD et de partis autorisés par le pouvoir bénaliste, votent une loi permettant au président par intérim, Fouad Mebazaa, de gouverner par décrets-lois. Ce dernier se voit ainsi confier la mission de prendre les décrets nécessaires à l'amnistie, à la mise en place d'un régime respectueux des droits de l'homme, et à l'organisation d'élections libres. Dans le même temps, le parti de Zine el-Abidine Ben Ali est suspendu : ses activités sont interdites, ses locaux fermés et sa dissolution est prévue. Alors que les violences continuent dans le pays et que les manifestants continuent de réclamer le départ du gouvernement Ghannouchi, le Parlement se prive ainsi de toute participation à la transition. C'est la fin d'une des institutions de l'ancien régime.
Pendant six semaines, la tension et les affrontements se prolongent, avec notamment des manifestations qui prennent pour cible le gouvernement Ghannouchi, qui refuse les revendications des manifestants et de différents organismes issus de la révolution, dont la principale est la convocation d’une assemblée constituante, à quoi s’ajoutent selon les tendances la démission du Premier ministre Ghannouchi, la dissolution définitive du Parlement et des commissions d’enquête post-révolutionnaires, une forte épuration judiciaire des magistrats bénalistes ou la demande d’extradition de Ben Ali pour haute trahison. Les manifestants, plusieurs milliers, occupent les kasbahs de Tunis et Sfax à partir du 21 février,, à l’appel notamment du Conseil national pour la protection de la révolution. Ils obtiennent gain de cause le 27 février, avec une manifestation de 100 000 personnes à Tunis qui pousse à la démission le Premier ministre, remplacé par Béji Caïd Essebsi, plusieurs fois ministre sous la présidence de Habib Bourguiba. Ce nouveau tour de force contestataire coûte cinq morts et 88 manifestants arrêtés,.

#### Relations diplomatiques

##### Soutien occidental
Au niveau international, le président des États-Unis, Barack Obama, encourage le maintien du calme et appelle à éviter la violence, tout en soutenant l'organisation d'élections libres et transparentes qui « reflètent la volonté réelle et les aspirations des Tunisiens ». De même, Ban Ki-moon, secrétaire général des Nations unies, Angela Merkel, chancelière fédérale d'Allemagne, Catherine Ashton, Haute représentante de l'Union européenne pour les affaires étrangères et la politique de sécurité et William Hague, secrétaire d'État aux Affaires étrangères et du Commonwealth, appellent tous à la résolution pacifique du conflit et à l'adoption d'un système démocratique en Tunisie ainsi qu'au respect des droits de l'homme et des libertés fondamentales, incluant la liberté d'expression et de rassemblement. Dans le monde arabe, les réactions sont qualifiées par la presse de « prudentes ».
De son côté, la presse internationale salue le départ de Ben Ali, le qualifiant d'espoir face aux dictatures dans le monde, tout en exprimant son inquiétude face à la transition politique dans le pays. La presse arabe, qui parle de la révolution tunisienne en une, exprime sa volonté de voir une démocratie naissante en Tunisie alors que les médias critiquent fortement le régime déchu de Ben Ali et la montée de la corruption sous sa présidence.
Le 24 janvier, Jeffrey D. Feltman, sous-secrétaire d'État américain, est le premier haut responsable occidental à visiter la Tunisie depuis la chute du régime Ben Ali. Ce dernier exprime la volonté de son gouvernement d'offrir son aide pour la réussite de la transition démocratique, tout en soulignant que « la crédibilité du pouvoir naissant dépendrait de l'issue d'un processus électoral ». Il annonce également qu'il se rend à Paris le 26 janvier pour discuter de l'état de la Tunisie avec les autorités françaises. La presse évoque cette initiative en rapportant que « l'Amérique a pris la tête du soutien international à la nouvelle Tunisie, au détriment de l'ancienne puissance coloniale ». De même, Feltman espère, au nom des autorités américaines, que les gouvernements arabes prennent en considération les aspirations politiques, économiques et sociaux de leurs peuples. Ce soutien envers la démocratie naissante en Tunisie est apprécié par Marina Ottaway, directrice des études proche-orientales à la Fondation Carnegie pour la paix internationale, qui déclare que les États-Unis « essaient de se positionner très vite du bon côté, de montrer qu'ils soutiennent vraiment la démocratie. Il faut se souvenir que l'administration Obama a été souvent accusée de tiédeur sur les questions démocratiques. Elle saisit une chance de montrer qu'elle est du bon côté ».

##### Relations avec la France

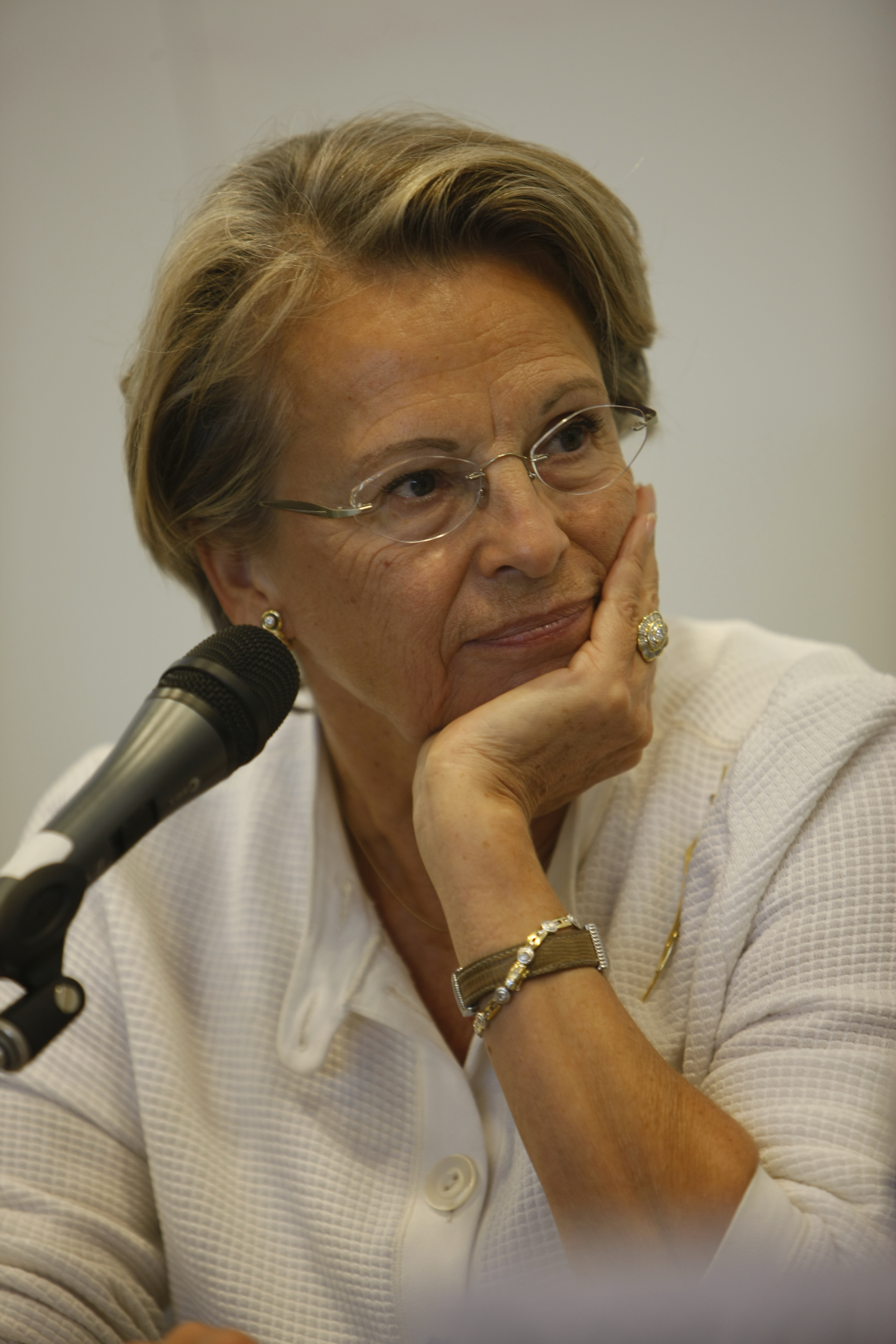
Portrait de Michèle Alliot-Marie, dont la position face à la crise tunisienne engendre une polémique.

Par contre, la diplomatie française donne l'impression de montrer son soutien au régime Ben Ali et en ne soutenant pas les revendications de démocratisation, se limitant à appeler à l'apaisement sans dénoncer la répression policière et l'emploi des armes contre les manifestants. Michèle Alliot-Marie, ministre des Affaires étrangères, engendre une polémique en proposant, le 11 janvier, une coopération policière en vue d'apaiser la situation. Le 13 janvier, alors que Ben Ali annonce une série de mesures pour mettre un terme à l'insurrection, le ministère français des Affaires étrangères insiste à nouveau sur la coopération policière alors que le Premier ministre François Fillon condamne « l'utilisation disproportionnée de la violence » par la police tunisienne. Le 14 janvier, les autorités françaises expriment leur refus d’accueillir Ben Ali à Paris. Malgré cela, la diplomatie française est qualifiée de pragmatique par les médias qui estiment que la France a fait preuve de myopie par rapport à la crise tunisienne, et cela vu son silence et sa réaction tardive.
Le lendemain, à la suite d'un conseil ministériel, la France exprime pour la première fois depuis l'éclatement de la révolution son soutien aux revendications populaires. Le président Nicolas Sarkozy déclare que « depuis plusieurs semaines, le peuple tunisien exprime sa volonté de démocratie. La France, que tant de liens d'amitié unissent à la Tunisie, lui apporte un soutien déterminé », tout en exprimant son ambition de voir des élections libres organisées dans les plus brefs délais. De son côté, Alliot-Marie se détracte en déclarant : « il y avait en Tunisie des tirs à balles réelles, des morts. Pour que de telles situations ne se reproduisent pas dans l'avenir, j'ai dit que nous étions prêts à aider à former les forces de l'ordre tunisiennes, comme nous le faisons pour d'autres pays, au maintien de l'ordre en veillant à la préservation des vies ». À la suite des protestations en France dénonçant la réaction tardive de la diplomatie, Alliot-Marie clarifie sa position en indiquant : « Je ne pense pas que la France ait réagi lentement. Nous avons dit ce que nous avions à dire, sans ingérence ».
Le gouvernement français, qui a affiché une certaine retenue lors de l'embrasement révolutionnaire, montre désormais une volonté de coopération avec les forces transitoires. En effet, il décide de traquer la fortune du président déchu et de son entourage. Déjà, la présidence de la République française assure avoir pris « les dispositions nécessaires pour bloquer d'éventuels mouvements financiers suspects concernant des avoirs tunisiens en France ». Le 17 janvier, le gouvernement étend cette mesure aux biens immobiliers détenus par le clan Trabelsi sur le sol français. Dans ce contexte, le porte-parole du gouvernement François Baroin déclare que la France se tient « à la disposition des autorités constitutionnelles tunisiennes pour voir, autant que de besoin, ce qu'elles souhaitent, s'agissant des avoirs immobiliers de Ben Ali ou de son entourage ». Il annonce que la vigilance des autorités françaises s'exerce de deux manières différentes : la première est d'ordre administratif et concerne la mobilisation de la cellule anti-blanchiment de Bercy pour signaler tout mouvement de fonds suspect, le but étant d'« éviter une évasion des avoirs de Ben Ali » ; le second volet est d'ordre immobilier et fait l'objet de procédures judiciaires, le gouvernement français annonçant qu'il sera à « la disposition des autorités constitutionnelles tunisiennes pour savoir ce qu'elles souhaitent ». Selon Christine Lagarde, ministre de l'Économie, les notaires devront eux aussi signaler toute transaction suspecte, « une tâche a priori plus facile que celle des banquiers [...] contrairement aux avoirs financiers, un bien immobilier n'est pas transférable sur un simple clic informatique ».
De son côté, Nicolas Sarkozy justifie la réaction tardive de la France par la « confrontation » entre les principes de non-ingérence et du soutien de la liberté. Ainsi, il déclare que « la non-ingérence et le soutien à la liberté et à la démocratie demeurent au cœur de notre politique étrangère. Les circonstances mettent parfois ces deux principes face à face. Tel a été le cas avec les événements qui viennent de se dérouler en Tunisie », tout en soutenant le processus de transition démocratique. Le ministère français des Affaires étrangères indique également que la France souhaite que l'Union européenne adopte dans un cours délai une liste nominative des personnalités liées au clan Trabelsi qui seront concernées par un gel de leurs avoirs.

##### Influence grandissante dans le monde arabe

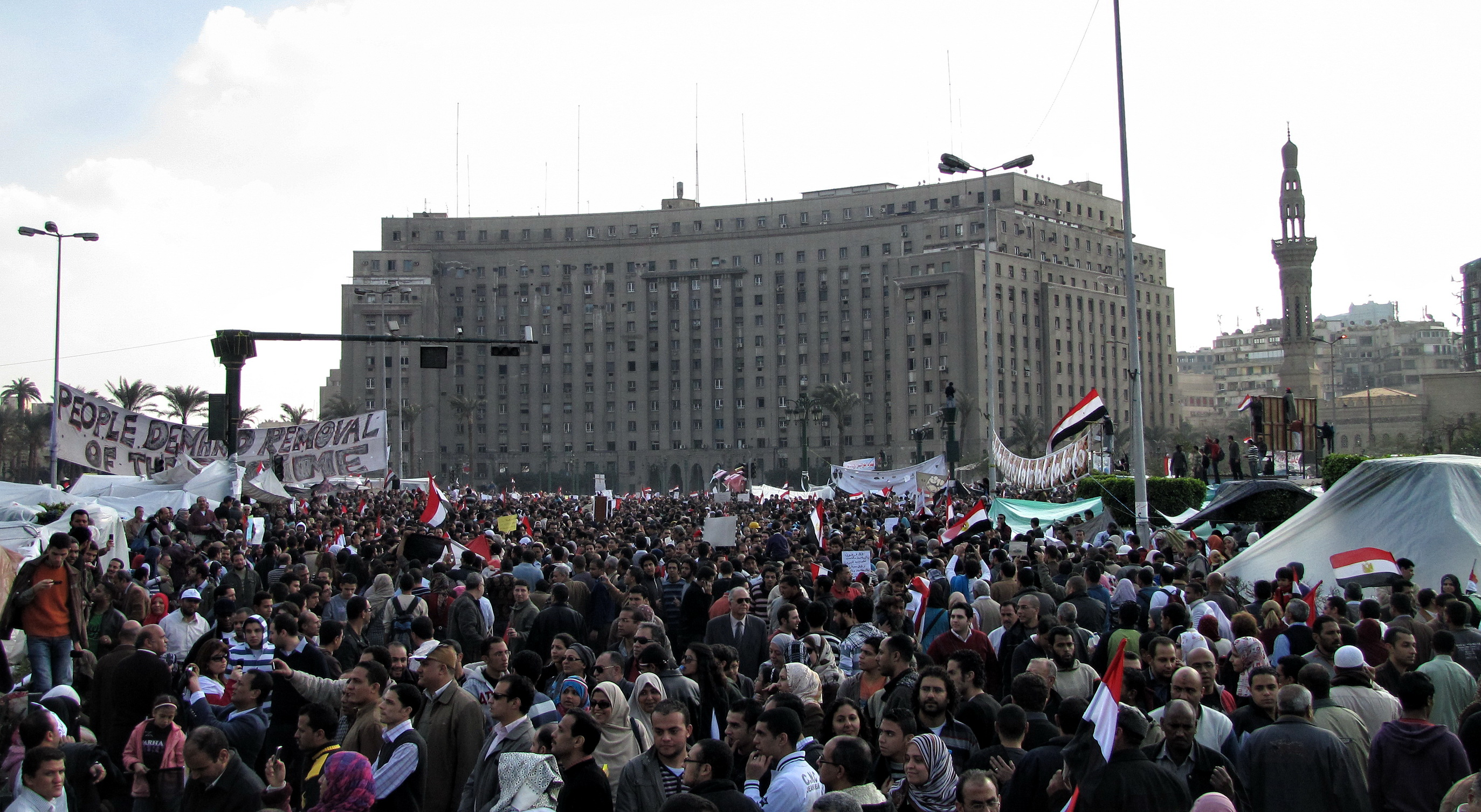
Manifestation sur la place Tahrir en Égypte.

La réussite de la révolution tunisienne, dont le résultat est la chute de régime de Ben Ali, parvient à créer la panique au sein des autres capitales arabes. Ainsi, les réactions des gouvernements arabes sont tardives et prudentes. La Ligue arabe appelle, le 15 janvier, à l'union des forces politiques et des représentants de la société tunisienne, et ce dans le but de réaliser une paix civile et un consensus national. En Égypte, Hosni Moubarak affirme son respect du choix tunisien, à l'instar des monarchies du Golfe, notamment le Qatar et le Bahreïn. Les citoyens arabes et les islamistes apportent quant à eux leur soutien à la cause tunisienne. Quant au leader libyen Mouammar Kadhafi, il s'adresse au peuple tunisien pour qualifier le départ de Ben Ali de « grande perte » et souligner qu'il est encore le président légitime du pays, l'invitant même à devenir président à vie et dénonçant les manifestations à son encontre.
Au niveau des populations, plusieurs incidents et manifestations surviennent pendant le weekend du 15-16 janvier. Ainsi en Algérie, un homme de 37 ans revendiquant un emploi et un logement, meurt après s'être immolé par le feu dans la région de Tébessa, à la frontière avec la Tunisie. Cette immolation engendre les protestations d'un groupe d'une vingtaine de jeunes qui se rassemblent devant la mairie pour protester contre le refus du maire de les recevoir. Devant la persistance de ce dernier, un autre homme s'immole et décède. Réagissant à la situation, le gouverneur de Tébessa révoque le maire, n'empêchant pas trois autres tentatives de suicide par le feu d'être enregistrées. De même, au Yémen, des manifestations d'étudiants revendiquant une révolte contre les dictateurs arabes se déroulent à Sanaa à l'instar des protestations jordaniennes, devant le Parlement à Amman, contre l'inflation et la politique économique du gouvernement. De même, au Koweït et au Soudan, les partis d'opposition encouragent un soulèvement populaire contre la situation économique et sociale de leur pays alors qu'en Égypte un homme s'immole par le feu devant le siège du Parlement.
En Syrie, les médias proches du pouvoir qualifient la chute de Ben Ali de « leçon qu'aucun régime arabe ne devrait ignorer, en particulier ceux qui mènent la même politique que celle de la Tunisie et qui comptent sur « les amis » pour les protéger », alors qu'en Iran les autorités déclarent que « les pays qui étaient la principale raison de la tyrannie et de la pression sur les Tunisiens se montrent maintenant compatissants. Beaucoup de pays devraient maintenant retenir la leçon que les super-puissances ne les soutiendront pas en cas de difficultés », face aux réactions des pays occidentaux.

### Gouvernement Caïd Essebsi

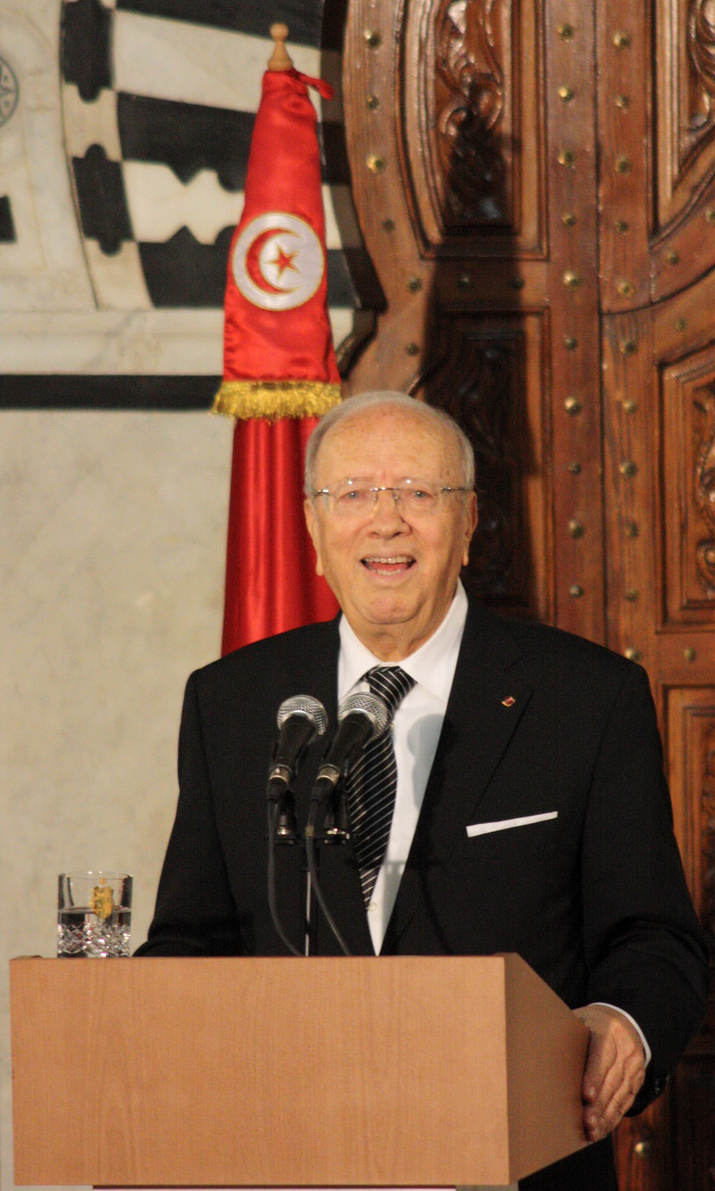
Béji Caïd Essebsi, deuxième Premier ministre dans le gouvernement de transition.

Le gouvernement Caïd Essebsi s'appuie d'abord sur le gouvernement précédent mais, à la suite de démissions de quelques-uns de ses membres, est annoncée le 7 mars une liste de 22 ministres et de neuf secrétaires d'État tous sans appartenance politique comme promis.
Le 3 mars, le président par intérim Fouad Mebazaa, avait appelé à l'élection d'une Assemblée constituante, la qualifiant d'« entrée dans une nouvelle ère ». Cette idée est notamment une revendication du Conseil de la protection de la révolution, collectif de partis politiques, de l'UGTT et d'organisations de la société civile. Pourtant, les élections, après de multiples rebondissements, sont repoussées au 23 octobre 2011. Les Tunisiens de l'étranger doivent voter pour leur part du 20 au 22 octobre. La plupart des partis approuvent la nouvelle date, y compris Ennahdha, le Parti démocrate progressiste, le mouvement Ettajdid, Al Majd, le Parti communiste des ouvriers de Tunisie et le Parti social-libéral. La raison de ce retard est liée la question des listes électorales qui ne sont pas encore prêtes.

## Élection de l'Assemblée constituante
L'élection est remportée par Ennahdha qui obtient une majorité relative des sièges.

## Régime de la troïka

### Gouvernement Jebali
À la suite de l'adoption de la loi constituante de 2011, Moncef Marzouki est élu président de la République tunisienne et nomme dans la foulée Hamadi Jebali, secrétaire général et numéro deux du mouvement Ennahdha, au poste de chef du gouvernement le 14 décembre 2011 et le charge de former un gouvernement.
Il forme un gouvernement de coalition avec le Congrès pour la République et Ettakatol, vite appelé troïka. Sa composition est soumise au président Marzouki puis à l'Assemblée constituante le 22 décembre. Le 23 décembre, celle-ci accorde sa confiance au nouveau gouvernement par 154 voix pour, 38 contre et 11 abstentions. Le gouvernement prête serment devant le président le lendemain ; celui-ci prend ses fonctions au lendemain du vote, la cérémonie de passation des pouvoirs entre Jebali et Caïd Essebsi, Premier ministre sortant, ayant lieu au Dar El Bey, siège du Premier ministère, le 26 décembre, en présence des membres du gouvernement ainsi que de leurs prédécesseurs.
Le 19 février 2013, après l'assassinat de Chokri Belaïd, Jebali présente sa démission. Il est remplacé par son ministre de l'Intérieur, Ali Larayedh, qui lui succède le 22 février. Ce dernier forme son gouvernement le 8 mars 2013.

### Gouvernement Larayedh
À la suite de l'assassinat de Mohamed Brahmi, le gouvernement Larayedh présente sa démission.

### Rédaction de la Constitution
En juin 2013, un premier projet de Constitution est publié. Certains opposants critiquent le fait que l'islam soit religion d'État et que la Constitution ne fasse pas allusion à l'égalité entre les hommes et les femmes.
Le 26 janvier 2014, la nouvelle Constitution est adoptée.

## Gouvernement Jomaa

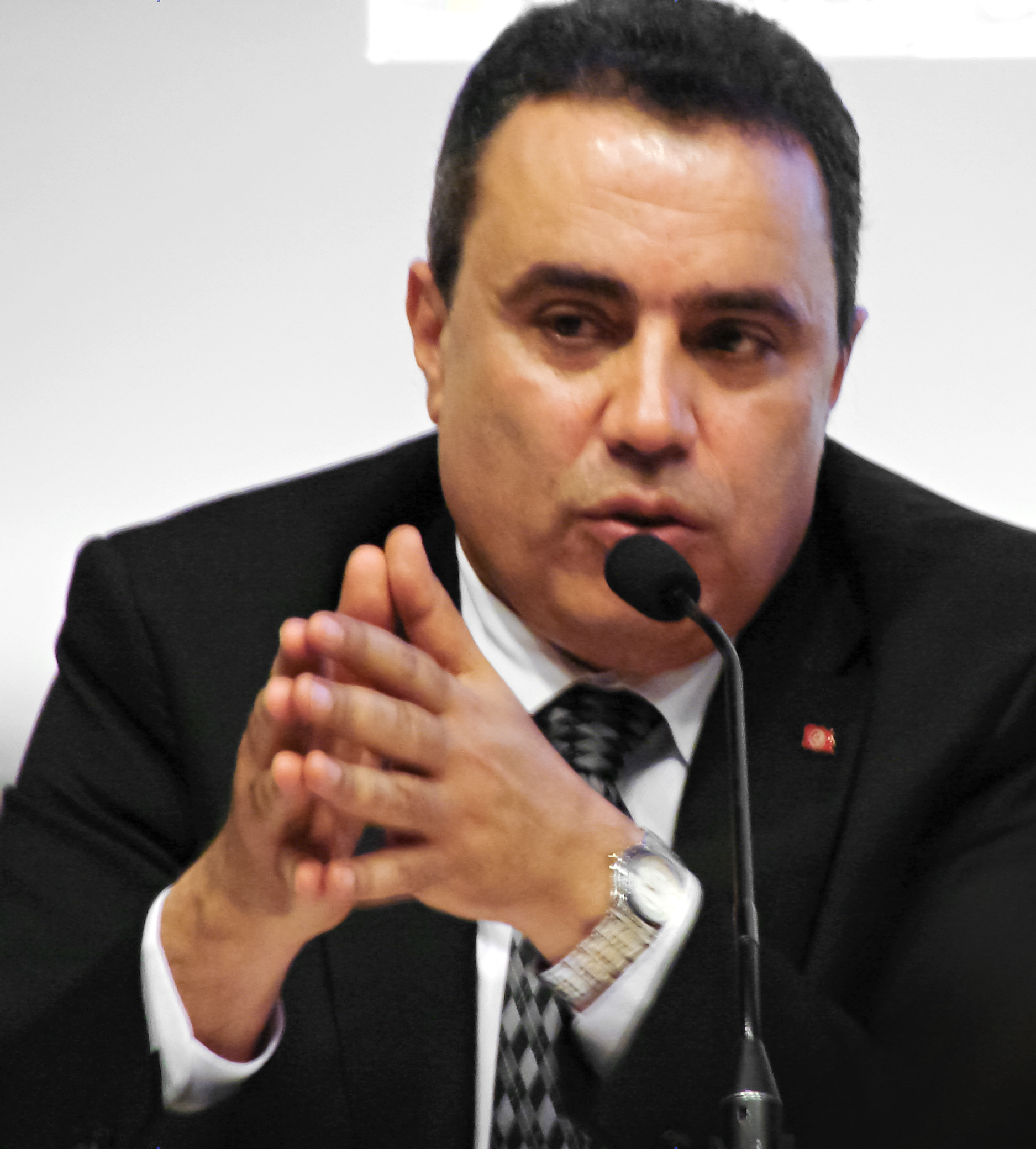
Mehdi Jomaa, chef du gouvernement de technocrates.

Mehdi Jomaa est nommé chef du gouvernement le 9 janvier 2014. Il forme son gouvernement le 29 janvier.

## Élections et fin de la transition
En octobre 2014, Nidaa Tounes remporte les législatives. Dans la foulée, Béji Caïd Essebsi, en tête du premier tour de l'élection présidentielle, remporte le 21 décembre 2014 le second tour face au président sortant Moncef Marzouki.
Marzouki quitte ses fonctions à l'issue de la passation de pouvoirs, organisée le 31 décembre, après la prestation de serment de Caïd Essebsi.
Le 9 octobre 2015 le quartet du dialogue national obtient le prix Nobel de la paix pour ses efforts de paix pendant la transition du changement de gouvernement durant le printemps arabe. Le prix est décerné à l'ensemble du quartet et non à ses membres individuels ; il s'agit du premier prix Nobel attribué à la Tunisie.